# Alan Shepard
Vous lisez un « bon article » labellisé en 2018.  Il fait partie d'un « bon thème » labellisé en 2023.
Pour les articles homonymes, voir Shepard.
Alan Bartlett Shepard Jr., né le 18 novembre 1923 à Derry (New Hampshire) et mort le 21 juillet 1998 à Pebble Beach (Californie), est un aviateur naval, pilote d'essai, astronaute et homme d'affaires américain. En 1961, il devient le premier Américain à voyager dans l'espace et, en 1971, il est le cinquième homme à avoir marché sur la Lune.
Diplômé de l'Académie navale d'Annapolis, Shepard s'engage dans l'United States Navy pendant la Seconde Guerre mondiale. Il devient aviateur naval en 1946 et pilote d'essai en 1950. Il est sélectionné en 1959 dans les Mercury Seven, le premier groupe d'astronautes de la National Aeronautics and Space Administration (NASA). En mai 1961, il effectue le premier vol habité du programme Mercury, Mercury-Redstone 3 (MR-3), dans un vaisseau spatial qu'il nomme Freedom 7. S'il entre dans l'espace, il n'atteint pas l'orbite. Il devient le premier Américain et la deuxième personne après Youri Gagarine, à voyager dans l'espace. Il est le premier voyageur spatial à contrôler manuellement l'orientation de son vaisseau. Dans les dernières étapes du programme Mercury, Shepard aurait dû piloter le Mercury-Atlas 10 (MA-10) pour une mission de trois jours. Il nomme le vaisseau de cette mission Freedom 7 II en l'honneur du premier ; la mission est finalement annulée.
Shepard est désigné comme le commandant de la première mission du programme Gemini. Il est interdit de vol en 1963 parce qu'il souffre de la maladie de Menière, qui cause des épisodes d'étourdissements et de nausées extrêmes. Cette affection est corrigée chirurgicalement en 1969. En 1971, il commande la mission Apollo 14, pilotant le module lunaire Apollo Antares à l'alunissage le plus précis des missions Apollo. À 47 ans, il devient le cinquième et le plus âgé des hommes à marcher sur la Lune, le seul des sept astronautes du programme Mercury à atteindre la Lune. Pendant la mission, Shepard tape deux balles de golf à la surface lunaire. Il est chef du Bureau des astronautes de novembre 1963 à juillet 1969 (période approximative de son interdiction de vol) et de juin 1971 à sa retraite de la marine américaine et de la NASA le 1er août 1974. Il est promu contre-amiral le 25 août 1971, devenant ainsi le premier astronaute à atteindre ce grade.

## Biographie

### Jeunesse

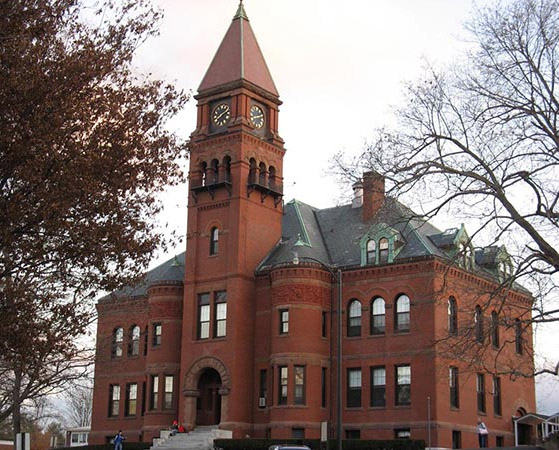
Le bâtiment principal de l'Académie Pinkerton.

Alan Bartlett Shepard Jr. est né le 18 novembre 1923 à Derry, au New Hampshire. Il est le fils d'Alan B. Shepard Sr. et de Pauline Renza Shepard (née Emerson). Il a une sœur plus jeune, Pauline, mieux connue sous le surnom de « Polly ». Il est l'un des nombreux descendants célèbres du passager du Mayflower Richard Warren. Son père, Alan B. Shepard Sr., connu sous le nom de Bart, travaille à la Derry National Bank, propriété du grand-père de Shepard. Alan Sr. rejoint la Garde nationale en 1915 et sert en France avec l'American Expeditionary Force (AEF) pendant la Première Guerre mondiale. Il reste dans la Garde nationale pendant l'entre-deux-guerres et est rappelé au service actif pendant la Seconde Guerre mondiale, s'élevant au grade de lieutenant-colonel.
Shepard fréquente l'Adams School à Derry, où sa performance académique impressionne ses enseignants. Il saute ainsi la sixième année — sixième en France — et poursuit à l'Oak Street School à Derry où il saute également la huitième année — quatrième en France. En 1936, il se rend à l'Académie Pinkerton, une école privée de Derry où son père avait étudié, et où son grand-père avait été administrateur. Il termine son cursus lycéen là-bas. Fasciné par le vol, il crée un club de maquettes d'avions à l'académie et son cadeau de Noël en 1938 est un vol dans un Douglas DC-3. L'année suivante, il commence à faire du vélo à l'aéroport régional de Manchester, dans le New Hampshire, où il réalise de petits boulots en échange de leçons informelles de pilotage et de baptêmes en avion,.

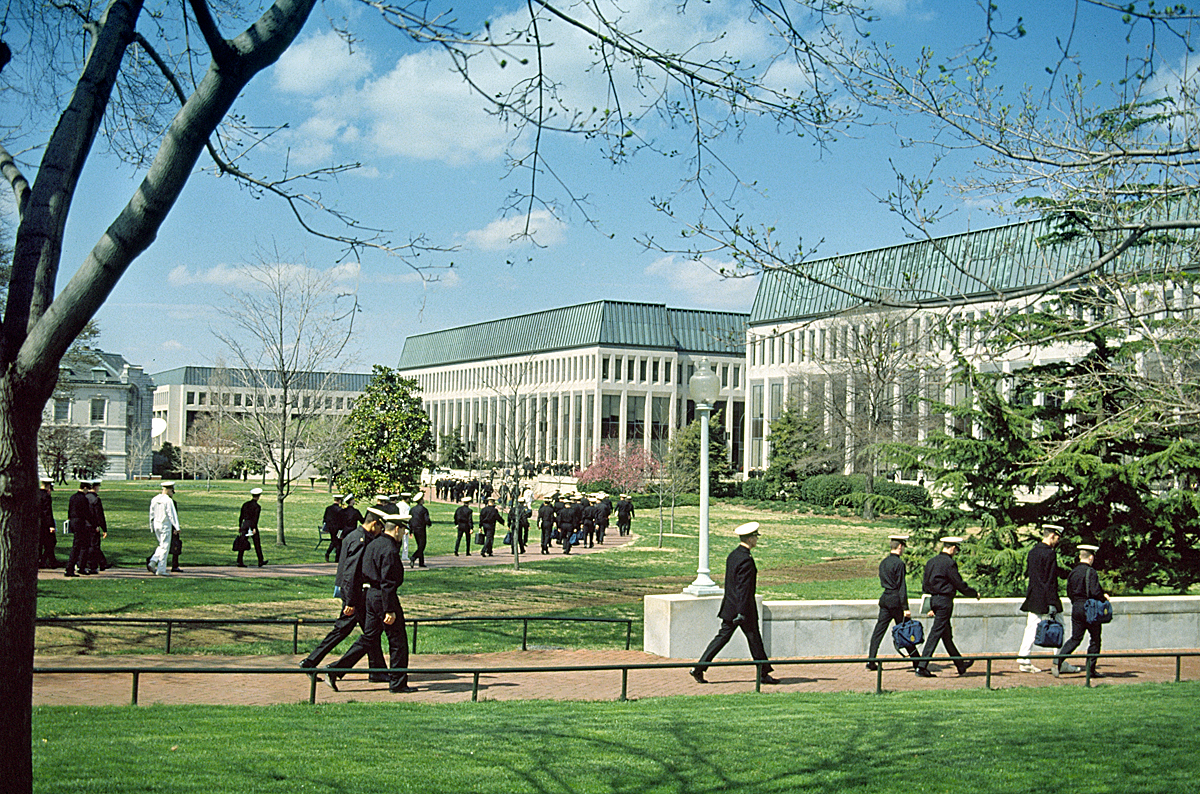
Le campus de l'Académie navale d'Annapolis.

Shepard est diplômé de l'Académie Pinkerton en 1940. Comme la Seconde Guerre mondiale fait déjà rage en Europe, son père souhaite qu'il rejoigne la United States Army. Shepard choisit la marine à la place. Il passe facilement l'examen d'entrée à l'Académie navale d'Annapolis en 1940, mais à seize ans, il est trop jeune pour entrer cette année-là. La marine l'envoie donc à l'académie Admiral Farragut, une école préparatoire à l'Académie navale, d'où il est diplômé avec la promotion de 1941. Les tests administrés à Farragut lui donnent un quotient intellectuel de 145, malgré des notes médiocres.
À Annapolis, Shepard apprécie les sports aquatiques. Il est un marin passionné et compétitif, remportant plusieurs courses, dont une régate organisée par l’Annapolis Yacht Club. Il apprend à naviguer sur tous les types de bateaux appartenant à l'académie, y compris le Freedom, une goélette de 27 mètres. Il participe également à des compétitions de natation et d'aviron à huit. Pendant les vacances de Noël en 1942, il se rend au Principia College (en) pour voir sa sœur, qui ne peut rentrer chez elle en raison des restrictions de voyage en temps de guerre. Là, il rencontre Louise Brewer, dont les parents sont des retraités dans le domaine de la famille du Pont de Nemours, et, comme sa mère Renza Shepard, sont de fervents scientifiques chrétiens. En raison de la guerre, le cursus habituel de quatre ans à Annapolis est écourté d'un an, et il obtient son diplôme et est nommé enseigne de vaisseau le 6 juin 1944, étant classé 463e dans sa promotion de 915 étudiants. Le mois suivant, il se fiance secrètement à Louise. En 1944, il reçoit un baccalauréat universitaire en sciences à l'Académie navale d'Annapolis.

### Service dans la marine

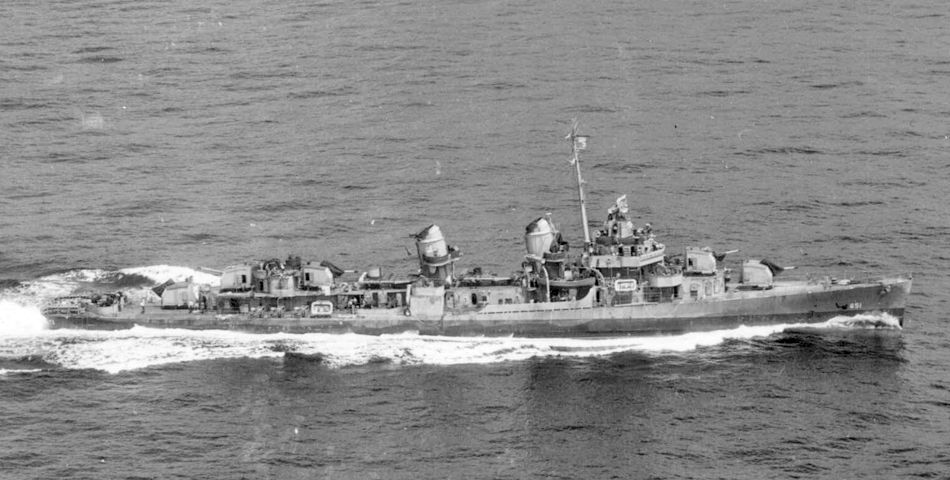
L' en 1945.

Après un mois d'instruction théorique en aviation, Shepard est affecté en août 1944 à un destroyer, l'USS Cogswell. Selon la politique de l'US Navy, les candidats à l'aviation de marine doivent d'abord réaliser un service en mer. Le destroyer est à ce moment déployé en service actif dans l'océan Pacifique et Shepard rejoint le navire le 30 octobre lorsqu'il retourne à la base navale d'Ulithi. Après seulement deux jours en mer, le Cogswell participe au sauvetage de 172 marins du croiseur USS Reno torpillé par un sous-marin japonais, puis il escorte le navire endommagé jusqu'à Ulithi. Le navire est touché par le typhon Cobra en décembre 1944, une tempête dans laquelle trois autres destroyers sont coulés. Shepard combat aussi des kamikazes lors de l'invasion du golfe de Lingayen en janvier 1945.
Le Cogswell retourne aux États-Unis pour une révision en février 1945. Shepard a trois semaines de congés, au cours desquelles lui et Louise décident de se marier. La cérémonie a lieu le 3 mars 1945 à l'église luthérienne St. Stephen à Wilmington, dans le Delaware. Son père, Bart, est son témoin de mariage. Les jeunes mariés n'ont que peu de temps ensemble puisque Shepard rejoint le Cogswell au chantier naval de Long Beach le 5 avril 1945. Après la guerre, ils ont deux filles : Laura, née en 1947, et Julie, née en 1951. Après la mort de la sœur de Louise en 1956, ils élèvent sa fille de cinq ans, Judith Williams, qu'ils rebaptisent « Alice » pour éviter la confusion avec leur fille Julie, même s'ils ne l'adoptent pas officiellement. Ils ont finalement six petits-enfants.

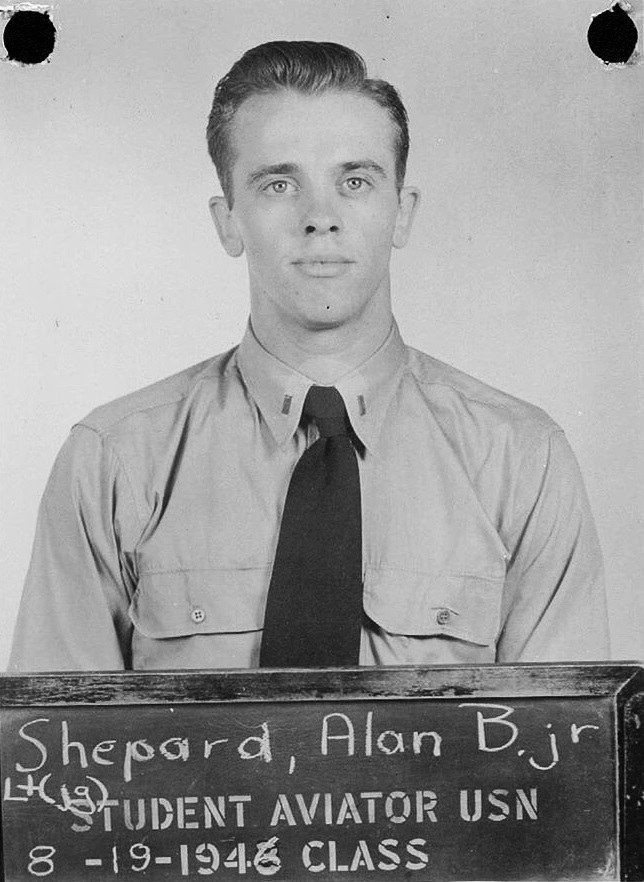
Shepard en tant qu'élève aviateur en 1946.

À la seconde opération de Shepard sur le Cogswell, il est nommé officier d'artillerie avec la responsabilité des canons antiaériens de 20 millimètres et de 40 millimètres sur la proue. Le navire affronte des kamikazes lors de la bataille d'Okinawa, où il sert comme piquet radar,. Il a pour fonction de signaler les kamikazes entrant dans le périmètre de la flotte. Parce que ces navires sont souvent les premiers aperçus par les aviateurs japonais, ils sont également les plus susceptibles d'être attaqués. Le Cogswell s'acquitte de cette tâche du 27 mai au 26 juin 1945, date à laquelle il rejoint la Task Force 38. Le navire participe également aux bombardements navals alliés sur le Japon et est présent dans la baie de Tokyo pour la capitulation du Japon en septembre 1945. Shepard revient aux États-Unis peu après,.
En novembre 1945, Shepard arrive à la base d'aéronautique navale de Corpus Christi au Texas, où il commence l'entraînement aux rudiments du vol le 7 janvier 1946. Étudiant moyen, il est pendant un temps « retiré » de la formation au pilotage et réaffecté à la marine de surface. Pour compenser cela, il prend des leçons privées dans une école de pilotage civil — ce que la marine voit d'un mauvais œil — jusqu'à obtenir une licence de pilote civil. Ses compétences en pilotage s'améliorent progressivement. Au début de l'année 1947, ses instructeurs le classent au-dessus de la moyenne. Il est envoyé à la base d'aéronautique navale de Pensacola en Floride pour suivre la formation avancée. Son dernier examen consiste en six appontages parfaits sur le porte-avions USS Saipan. Le jour suivant, il reçoit son badge d'aviateur naval, que son père lui épingle lors de la cérémonie.
Shepard est affecté au Fighter Squadron 42 (VF-42), pilotant un Chance Vought F4U Corsair. L'escadron est nominalement basé sur le porte-avions USS Franklin D. Roosevelt. Le navire étant en révision au moment de l'arrivée de Shepard, l'escadron est donc basé à la base d'aéronautique navale de Norfolk en Virginie. Comme pilote du VF-42, il effectue sa première sortie dans la mer des Caraïbes en 1948 avec le Franklin D. Roosevelt. La plupart des aviateurs sont, comme Shepard, à leur première affectation. Les autres tentent la qualification d'appontages de nuit sur porte-avions, une manœuvre dangereuse, notamment dans un Corsair qui doit virer brutalement à l'approche. Shepard persuade son commandant d'escadron de lui permettre de se qualifier également. Après un bref retour à Norfolk, le porte-avions entreprend une tournée de neuf mois dans la mer Méditerranée. Shepard y gagne la réputation de coureur de jupons. Dans le même temps, il institue un rituel : à chaque fois qu'il le peut, il appelle Louise à 17 h chaque jour.

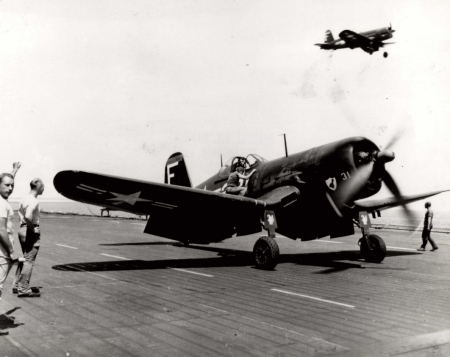
La sortie de Shepard sur Corsair depuis le en 1948.

Le service en mer alternant avec des périodes de service à terre, en 1950, Shepard est sélectionné pour intégrer l'United States Naval Test Pilot School, c'est-à-dire l'école des pilotes d'essai de la marine à la base d'aéronautique navale de Patuxent River dans le Maryland. En tant que pilote d'essai, il effectue des expériences à haute altitude pour recueillir des informations sur les masses d'air et sur les caractéristiques de l'éclairage à différentes altitudes en Amérique du Nord. Il obtient aussi une certification d'aptitude au McDonnell F2H Banshee, participe à des expériences avec le nouveau système de ravitaillement en vol de la marine et réalise des essais du pont d'envol incliné. Durant cette période, il évite de justesse d'être jugé en cour martiale par le commandant de la base aéronavale, le contre-amiral Alfred M. Pride, après avoir réalisé une boucle autour du pont de la baie de Chesapeake et fait des passages à basse altitude au dessus de la plage d'Ocean City ainsi que de la base. Il doit son salut à ses supérieurs, John Hyland et Robert M. Elder, qui intercèdent en sa faveur.
La prochaine affectation de Shepard est au VF-193, un escadron de chasseurs nocturnes utilisant le Banshee, basé à la base d'aéronautique navale de Moffett, en Californie. L'escadron fait partie de l’Air Group 19 commandé par James D. Ramage. Les aviateurs navals ayant de l'expérience avec les avions à réaction étant encore relativement rares, Ramage demande spécifiquement l'affectation de Shepard à cet escadron sur les conseils d'Elder, qui commande l'escadron frère du VF-193, le VF-191. Ramage fait de Shepard son ailier, une décision qu'il ne regrette pas en 1954 après un incident mécanique où Shepard l'aide. En tant qu'officier des opérations de l'escadron, la tâche la plus importante de Shepard consiste à transmettre sa connaissance des avions à réaction à ses collègues aviateurs. Il sert deux fois sur le porte-avions USS Oriskany dans le Pacifique occidental. Il entreprend une tournée de combat au large de la Corée en 1953, pendant la guerre de Corée. L'accord d'armistice met fin aux combats en juillet 1953 ;  Shepard ne combat donc pas.

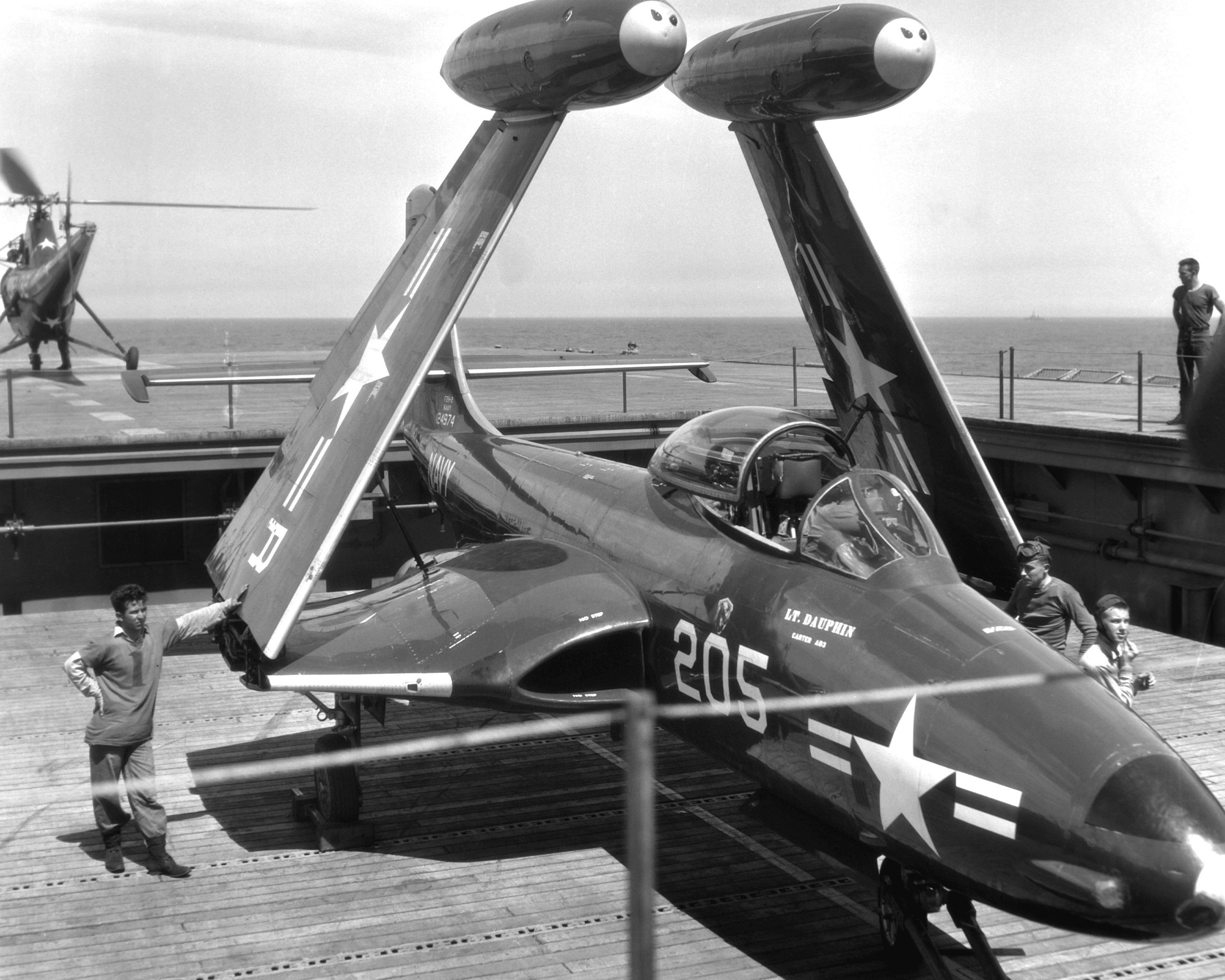
Un McDonnell F2H Banshee sur le pont élévateur de l' en août 1951.

Le contre-amiral John P. Whitney demande les services de Shepard comme aide de camp. Shepard souhaite voler. Par conséquent, à la demande de Shepard, Ramage négocie avec l'amiral en son nom, et Shepard est envoyé à la base de Patuxent River. Il essaie le McDonnell F3H Demon, le Vought F-8 Crusader, le Douglas F4D Skyray et le Grumman F-11 Tiger. Il s'éjecte d'un Vought F7U Cutlass lorsqu'il ne sort pas d'une vrille après un tonneau. En 1957, il est pilote d'essai du projet de développement du Douglas F5D Skylancer. Shepard n'apprécie pas l'avion et transmet un rapport défavorable sur celui-ci. La marine annule les commandes, achetant le Crusader à la place. Il écrit également un rapport défavorable sur le Tiger après un incident dans lequel son moteur s'arrête lors d'une descente à grande vitesse. Heureusement pour lui, il redémarre le moteur.
Shepard est instructeur à l'école de pilotes d'essai, puis entre au Naval War College (NWC) de Newport au Rhode Island. Il obtient son diplôme en 1957 et devient officier de préparation des aéronefs au sein du personnel du commandant en chef de la flotte de l'Atlantique. À ce moment-là, il a accumulé plus de 3 600 heures de vol, dont 1 700 sur des avions à réaction.

### Carrière à la NASA

#### Mercury Seven

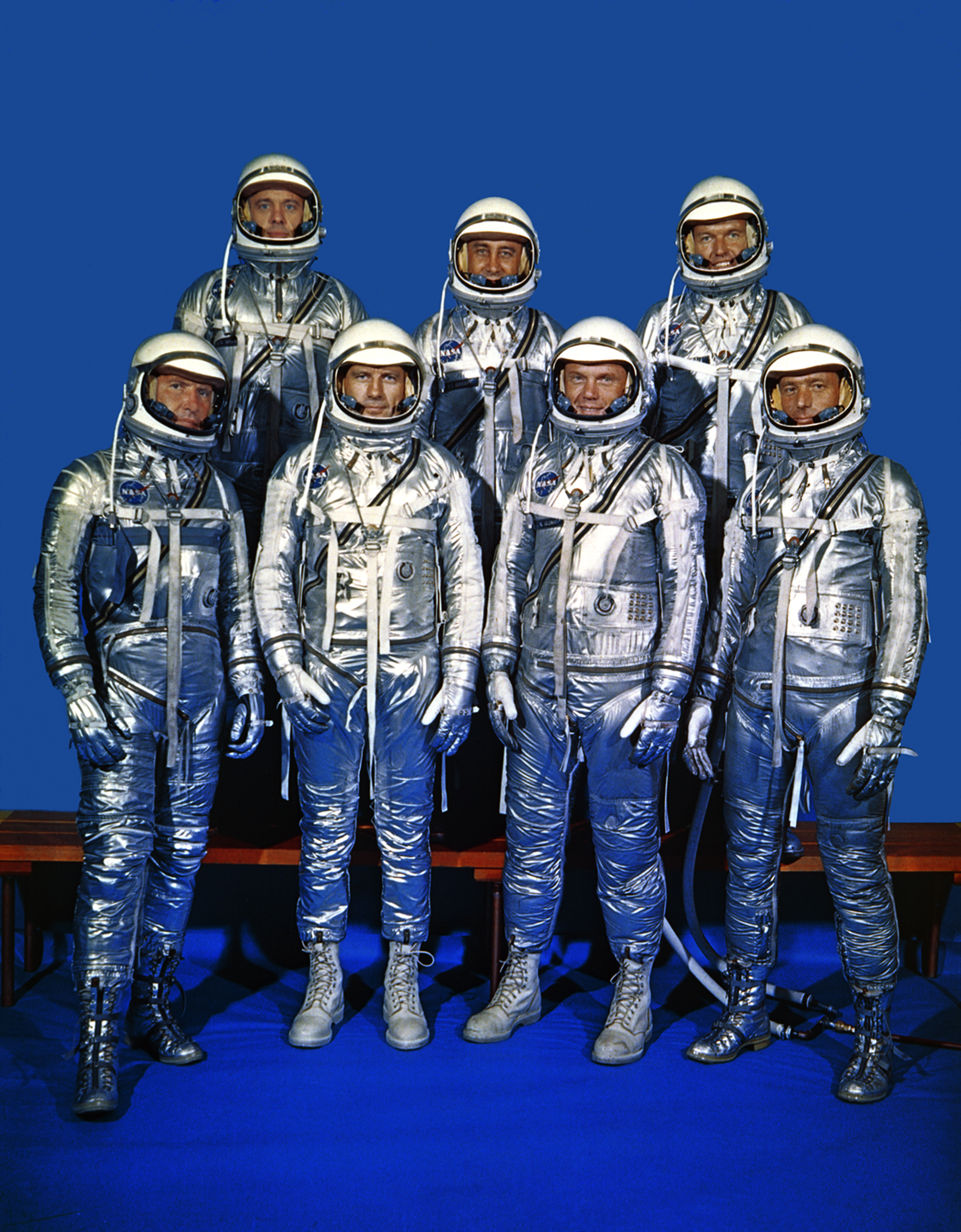
Les Mercury Seven en 1960 :
Rang arrière : Alan Shepard, Virgil Grissom et Gordon Cooper ;
Rang avant : Walter Schirra, Donald Slayton, John Glenn, Scott Carpenter.

Le 4 octobre 1957, l'Union des républiques socialistes soviétiques (URSS) lance Spoutnik 1, le premier satellite artificiel. La confiance américaine en sa supériorité technologique est ébranlée, ce qui crée une vague d'anxiété connue sous le nom de « crise du Spoutnik ». L'une des répliques du Président des États-Unis Dwight D. Eisenhower est de lancer la course à l'espace. La National Aeronautics and Space Administration (NASA) est créée le 1er octobre 1958 en tant qu'organisme civil chargé du développement de la technologie spatiale. L'un de ses premiers programmes est annoncé le 17 décembre 1958. Il s'agit du programme Mercury qui vise à envoyer un homme en orbite terrestre et à le récupérer sain et sauf sur Terre afin d'évaluer ses capacités dans l'espace.
La NASA reçoit la permission d'Eisenhower de recruter ses premiers astronautes parmi les pilotes d'essai militaires. Les dossiers de service de 508 diplômés d'écoles de pilotage sont transmis par le département de la Défense des États-Unis. Parmi ceux-ci, 110 sont jugés aptes : les candidats doivent être âgés de moins de 40 ans, posséder un BA ou l'équivalent et ne pas dépasser la taille de 1,80 mètre. Bien que toutes ces conditions ne soient pas strictement appliquées, l'exigence de taille est ferme, en raison de l'exiguïté du vaisseau spatial du programme Mercury. Les 110 sont ensuite divisés en trois groupes, avec les plus prometteurs dans le premier groupe.
Un premier groupe de 35 personnes, dont Shepard, est réuni au Pentagone le 2 février 1959. Les officiers de la Marine et du Corps des Marines sont accueillis par le chef des Opérations navales, l'amiral Arleigh Burke, tandis que les officiers de l'United States Air Force le sont par le chef d'état-major de l'Air Force, le général Thomas D. White. Tous deux promettent leur soutien au programme spatial et que les carrières des volontaires ne seront pas affectées par cette expérience. Les responsables de la NASA les informent ensuite du programme Mercury. Ils concèdent qu'il s'agira d'une entreprise risquée, mais soulignent son importance pour la sécurité nationale. Ce soir-là, Shepard discute des événements de la journée avec ses collègues aviateurs navals, James Lovell, Charles Conrad et Walter Schirra, qui deviendront tous des astronautes. Ils sont préoccupés par leur carrière mais tous décident d'être volontaires,.

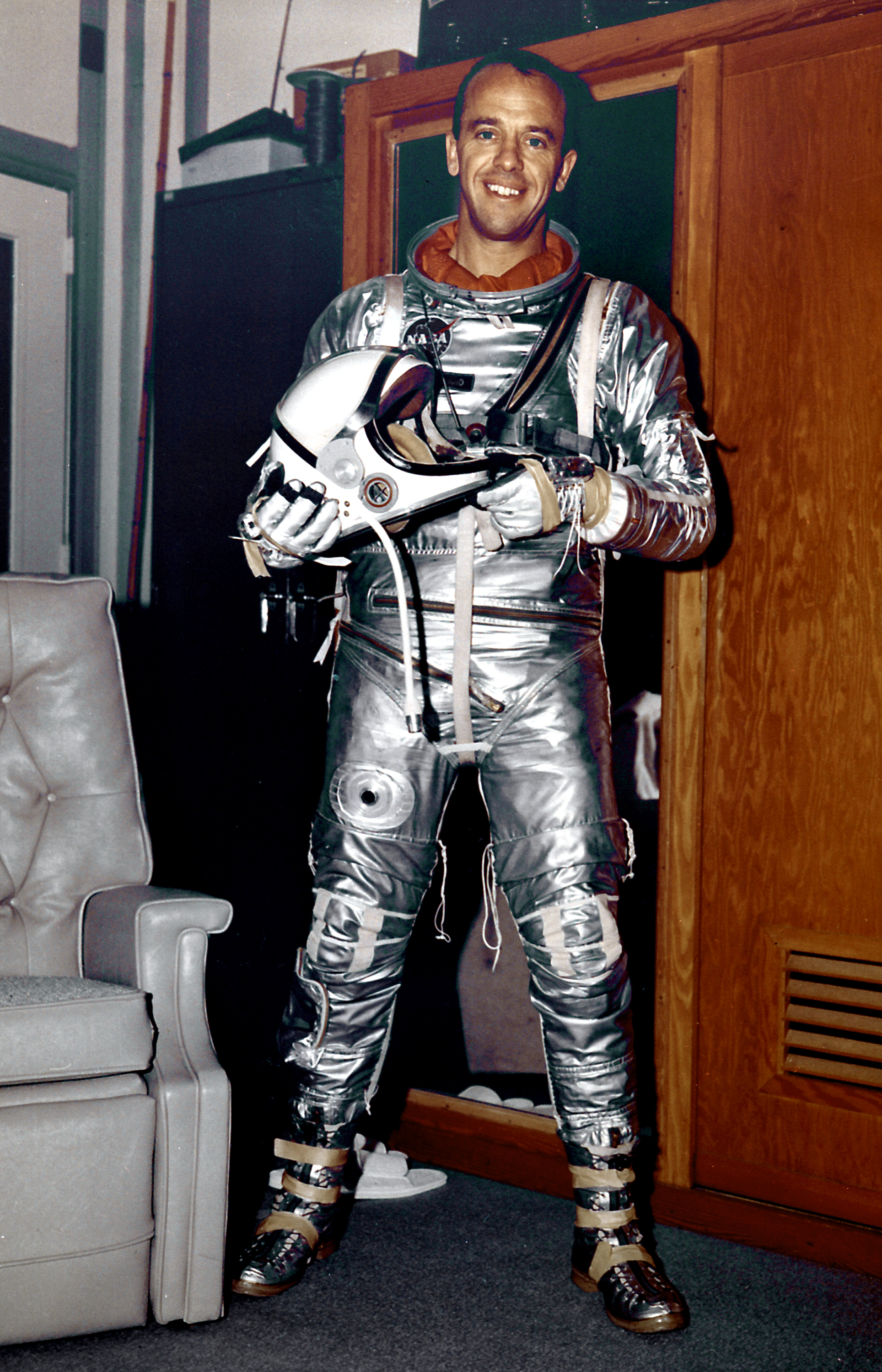
Alan Shepard dans sa combinaison Mercury en mai 1961.

Le processus est répété avec un deuxième groupe de 34 candidats une semaine plus tard. Sur les 69, six dépassent la limite de taille, quinze sont éliminés pour d'autres raisons et seize ne souhaitent pas poursuivre. Finalement, la NASA se retrouve avec 32 candidats. Elle décide de ne pas s'occuper des 41 candidats restants, 32 semblant être un nombre plus que suffisant pour sélectionner les douze astronautes prévus. La NASA s'attendait à des abandons au cours de l'entraînement, mais l'intérêt des candidats est si élevé que ceux-ci apparaissent finalement peu probables. Pour éviter la formation d'astronautes ne pouvant pas participer à des missions du programme Mercury, on décide de réduire à six le nombre d'astronautes sélectionnés. Puis, une série épuisante de tests physiques et psychologiques a lieu au Lovelace Respiratory Research Institute (LRRI) et au laboratoire médical de la base aérienne de Wright-Patterson. Un seul candidat, Lovell, est éliminé pour des raisons médicales à ce stade ; le diagnostic s'est ensuite trouvé erroné, tandis que treize autres sont recommandés avec des réserves. Le directeur du Groupe de travail sur l'espace, Robert Gilruth, se retrouve incapable de sélectionner seulement six des dix-huit autres candidats et finalement sept sont choisis.
Shepard est informé de sa sélection le 1er avril 1959. Deux jours plus tard, il se rend à Boston avec Louise pour le mariage de sa cousine Alice et annonce la nouvelle à ses parents et à sa sœur,. Les identités des sept futurs astronautes sont annoncées lors d'une conférence de presse à la Cutts–Madison House de Washington le 9 avril 1959 : Scott Carpenter, Gordon Cooper, John Glenn, Virgil Grissom, Walter Schirra, Alan Shepard et Donald Slayton. L'ampleur du défi qui les attend est mise en évidence quelques semaines plus tard, dans la nuit du 18 mai 1959, lorsque les sept astronautes se rassemblent à cap Canaveral pour assister à leur premier décollage de fusée, une SM-65D Atlas similaire à celle qui devrait les mettre en orbite. Quelques minutes après le décollage, elle explose spectaculairement, éclairant le ciel nocturne. Les astronautes sont abasourdis.

#### Freedom 7

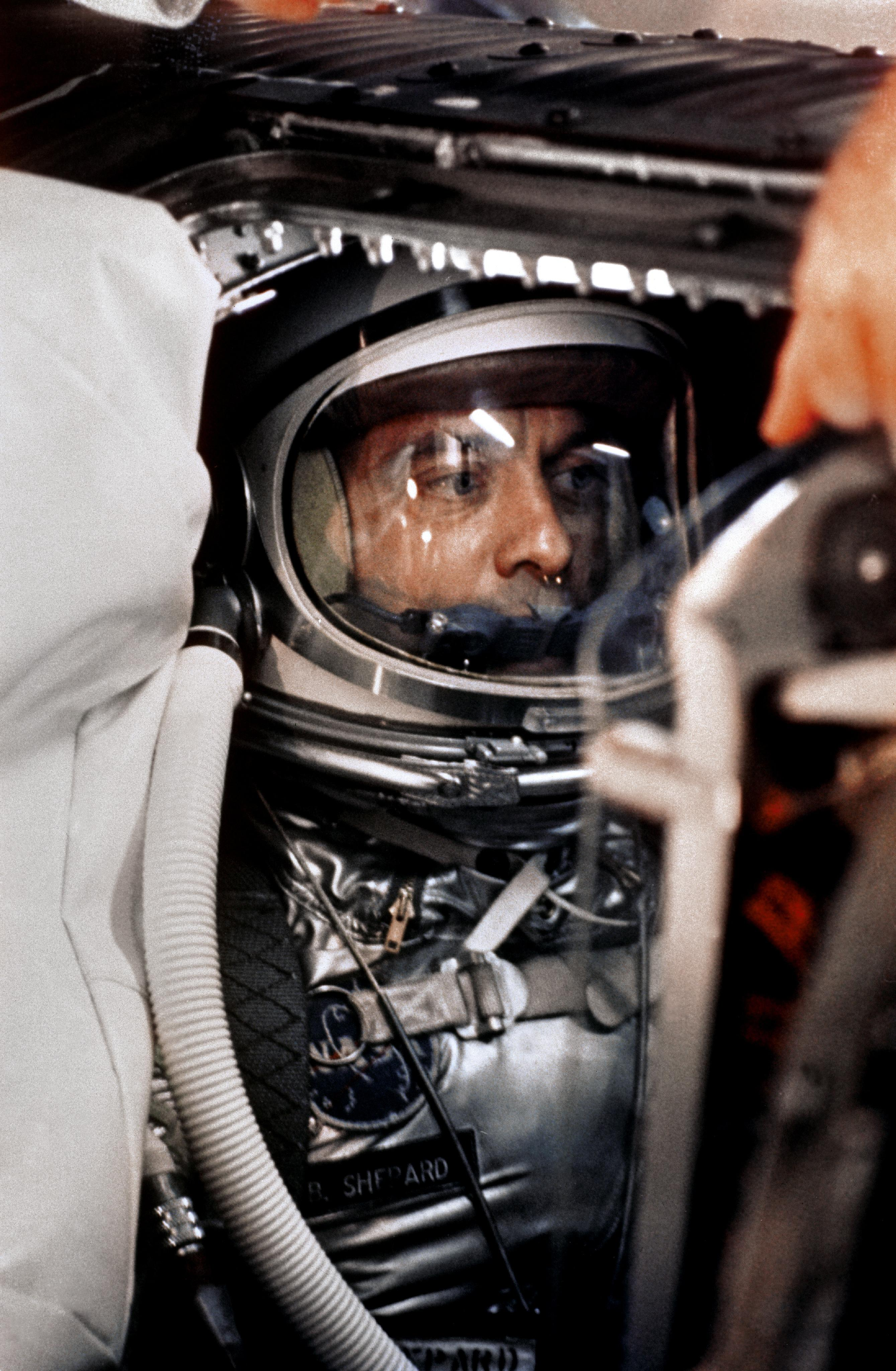
Shepard dans la capsule Freedom 7 avant le décollage.

Face à l'intense concurrence des autres astronautes, en particulier John Glenn, Shepard cesse de fumer et adopte l'habitude de Glenn de faire un jogging matinal. Il conserve cependant son attrait pour les cocktails et les femmes. Le 19 janvier 1961, le directeur du groupe de travail sur l'espace Robert Gilruth informe les sept astronautes que Shepard a été choisi pour la première mission américaine dans l'espace. Pendant l'entraînement, il pilote près de 120 vols simulés. Bien que son vol soit initialement prévu pour le 26 avril 1960, il est reporté à plusieurs reprises par des travaux préparatoires imprévus, initialement au 5 décembre 1960, puis à la mi-janvier 1961, 6 mars 1961, 25 avril 1961, 2 mai 1961 et enfin 5 mai 1961. Le 12 avril 1961, le cosmonaute soviétique Youri Gagarine devient le premier homme à atteindre l'espace et le premier à orbiter autour de la Terre. C'est un autre coup porté à la fierté américaine. Quand Shepard entend la nouvelle, il tape son poing si fort sur une table qu'un officier de relations publiques de la NASA craint qu'il ne l'ait cassée.
Le 5 mai 1961, Shepard pilote la mission Mercury-Redstone 3 ; il devient la deuxième personne et le premier Américain à voyager dans l'espace. Il nomme son vaisseau spatial, le Mercury Spacecraft 7, Freedom 7, qui est placé au sommet d'une fusée Mercury-Redstone. Il a, selon Gene Kranz dans son livre Failure Is Not an Option (en), répondu au sujet de ses pensées lorsqu'il était assis au sommet de la fusée en attendant le décollage, qu'il se rappelait avec cynisme que « chaque partie de [cette fusée] a été construite par le plus bas soumissionnaire ». Shepard est aussi connu pour s'être fait la réflexion « Don't fuck up, Shepard » (« Ne merde pas, Shepard »), une phrase parfois par erreur surnommée la « prière de Shepard » et par extension la « prière des astronautes ».
Contrairement au vol orbital de 108 minutes de Gagarine dans un vaisseau spatial Vostok de trois fois la taille du Freedom 7, Shepard reste sur une trajectoire suborbitale pour le vol de 15 minutes. Il atteint une altitude de 187 kilomètres, puis réalise un amerrissage. De plus, contrairement à Gagarine, dont le vol est strictement automatique, Shepard a un certain contrôle sur son vaisseau spatial, notamment la gestion de l'altitude et est resté dans sa capsule pendant la descente, faisant ainsi techniquement de Freedom 7 le premier vol spatial humain achevé par des définitions antérieures du Fédération aéronautique internationale,,,,. Le lancement de la fusée de Shepard est vu en direct à la télévision par des millions de téléspectateurs.
Shepard, avant le lancement et à l'insu du public à l'époque, s'est soulagé dans sa combinaison étanche, après autorisation. En effet, comme le vol n'est censé prendre qu'une quinzaine de minutes, il n'existe pas de systèmes pour uriner et après avoir été attaché dans le siège de la capsule, les retards de lancement l'obligent à rester dans sa combinaison pendant huit heures. Ce fait n'est pas totalement anecdotique, puisque le liquide a produit un court-circuit désactivant les capteurs médicaux placés pour suivre les signes vitaux de l'astronaute en vol. Après le vol de Shepard, la NASA fait appel au fabricant de la combinaison spatiale, B. F. Goodrich, et au moment du vol orbital Mercury-Atlas 6 (MA-6) de John Glenn l'année suivante, un dispositif de collecte des déchets liquides est intégré dans la combinaison.
Après une récupération spectaculaire de la capsule dans l'océan Atlantique, le commandant Shepard précise qu'il « ne croyait pas vraiment que le vol soit un succès tant que la récupération n'avait pas été menée à bien. Ce n'est pas la chute qui fait mal, c'est l'arrêt soudain ». L'amerrissage se produit avec un impact comparable à l'atterrissage d'un avion à réaction sur un porte-avions. Un hélicoptère de récupération Sikorsky H-34 arrive sur la zone après quelques minutes et la capsule est soulevée en partie hors de l'eau pour permettre à Shepard de s'en extraire par l'écoutille principale. Hors de la capsule et harnaché, il est hélitreuillé et transporté avec la capsule vers le porte-avions USS Lake Champlain. L'ensemble du processus de récupération ne dure que 11 minutes. Shepard est célébré comme un héros national, honoré par des défilés à Washington, New York et Los Angeles. Il reçoit la médaille du service distingué de la NASA du président John Fitzgerald Kennedy et la Distinguished Flying Cross.

Arrivée et récupération de la capsule et de son pilote
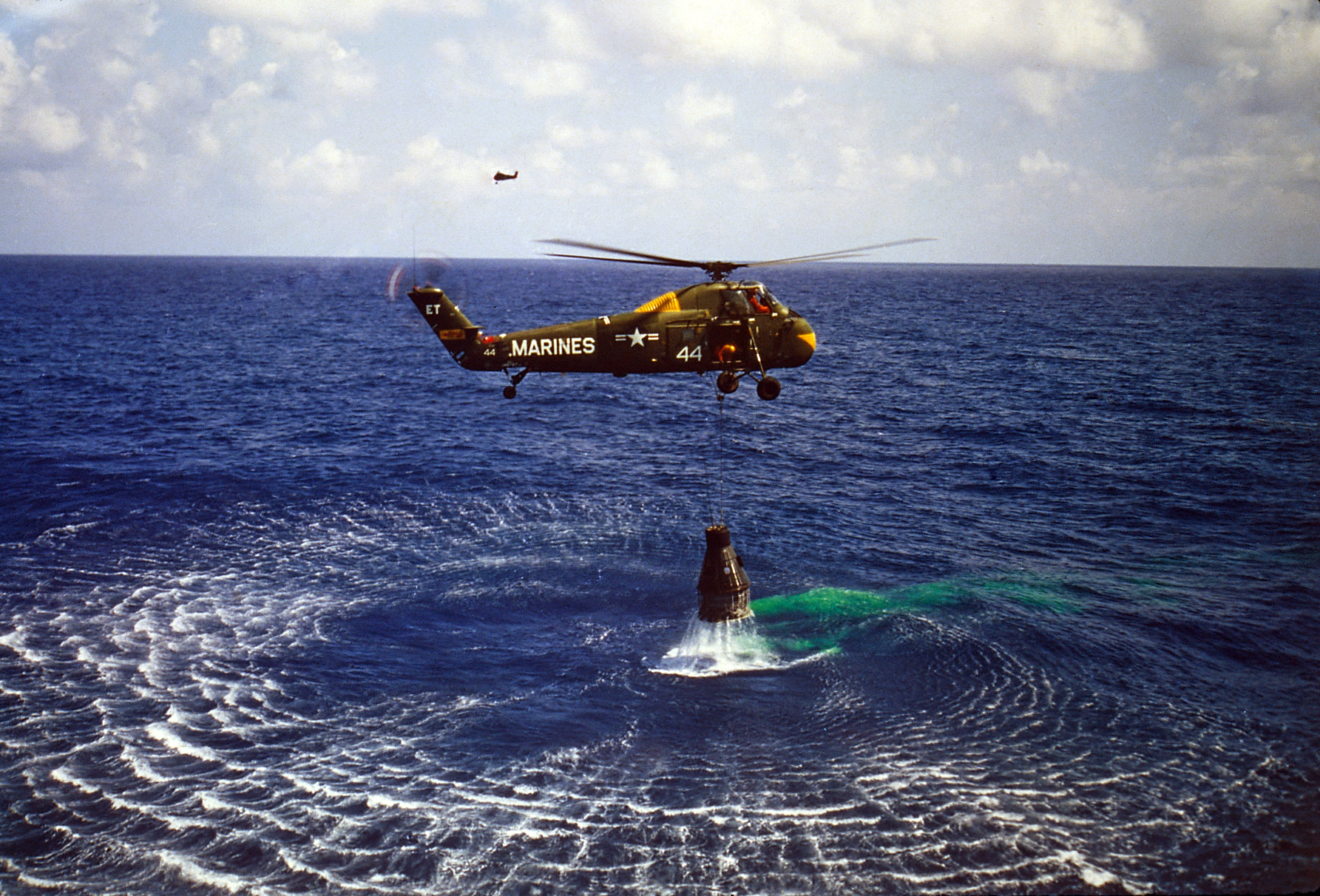
Un hélicoptère Sikorsky H-34 sort le Freedom 7 de l'océan Atlantique.
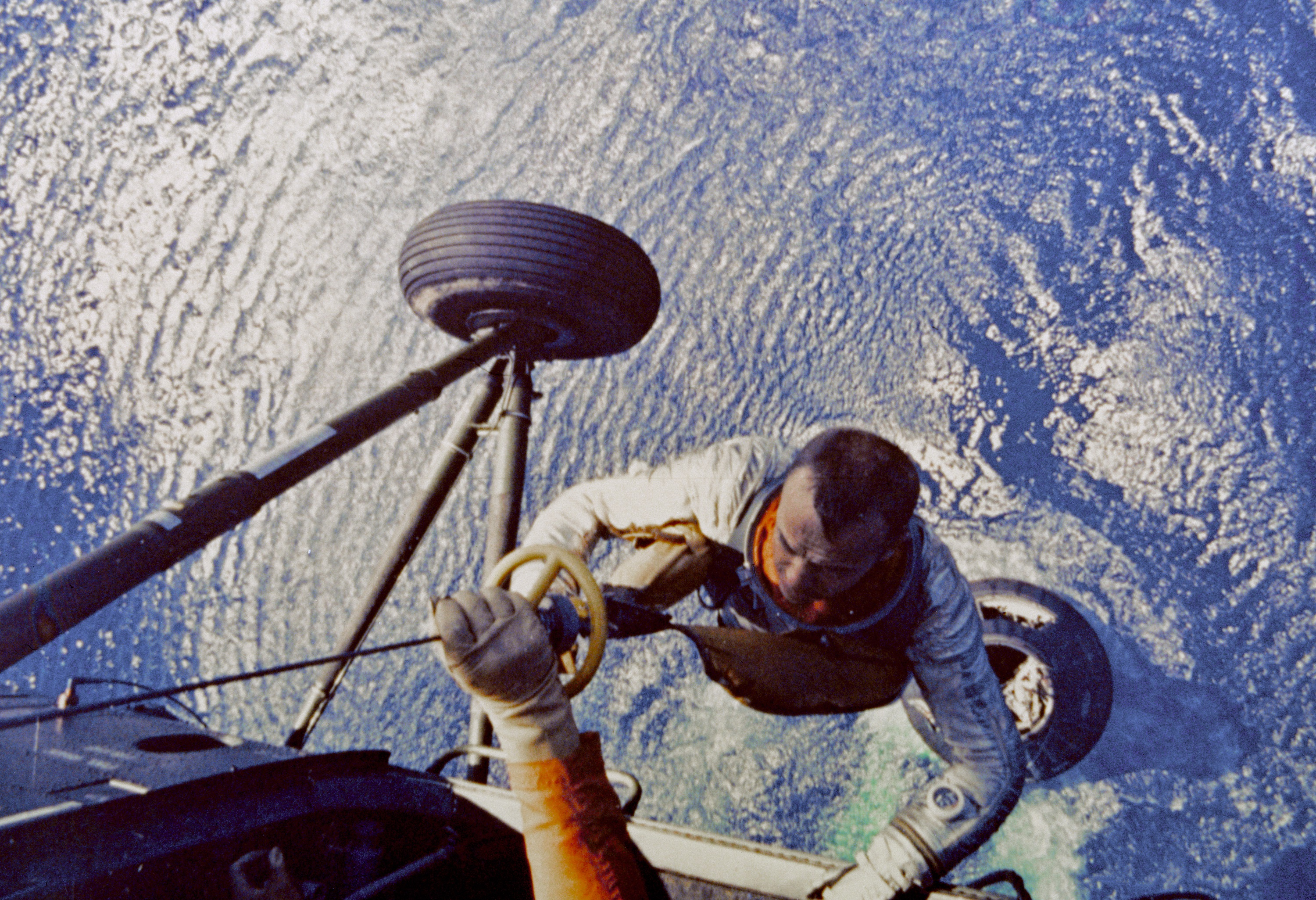
Shepard en cours d'hélitreuillage.
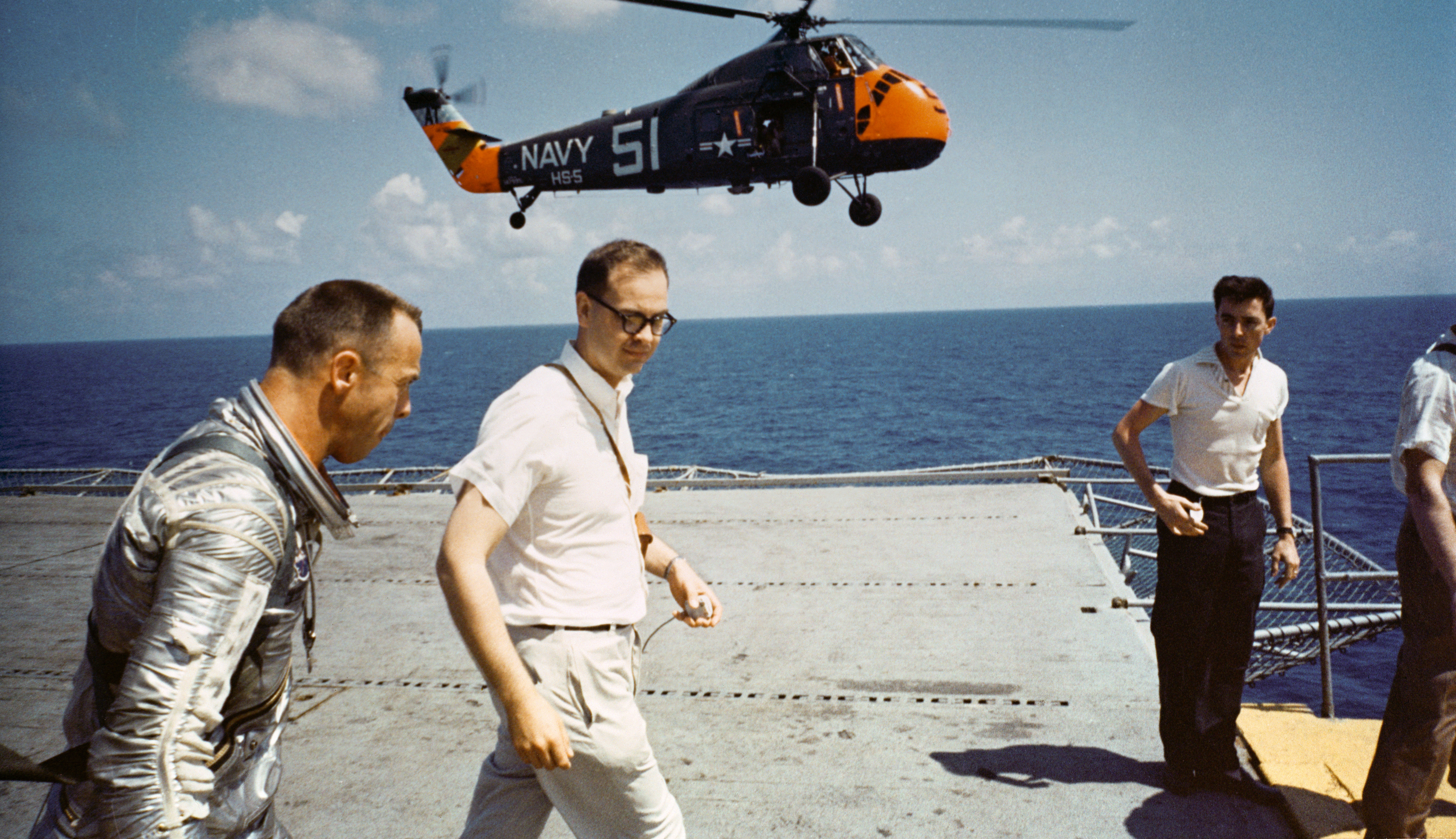
Shepard sur l'USS Lake Champlain.
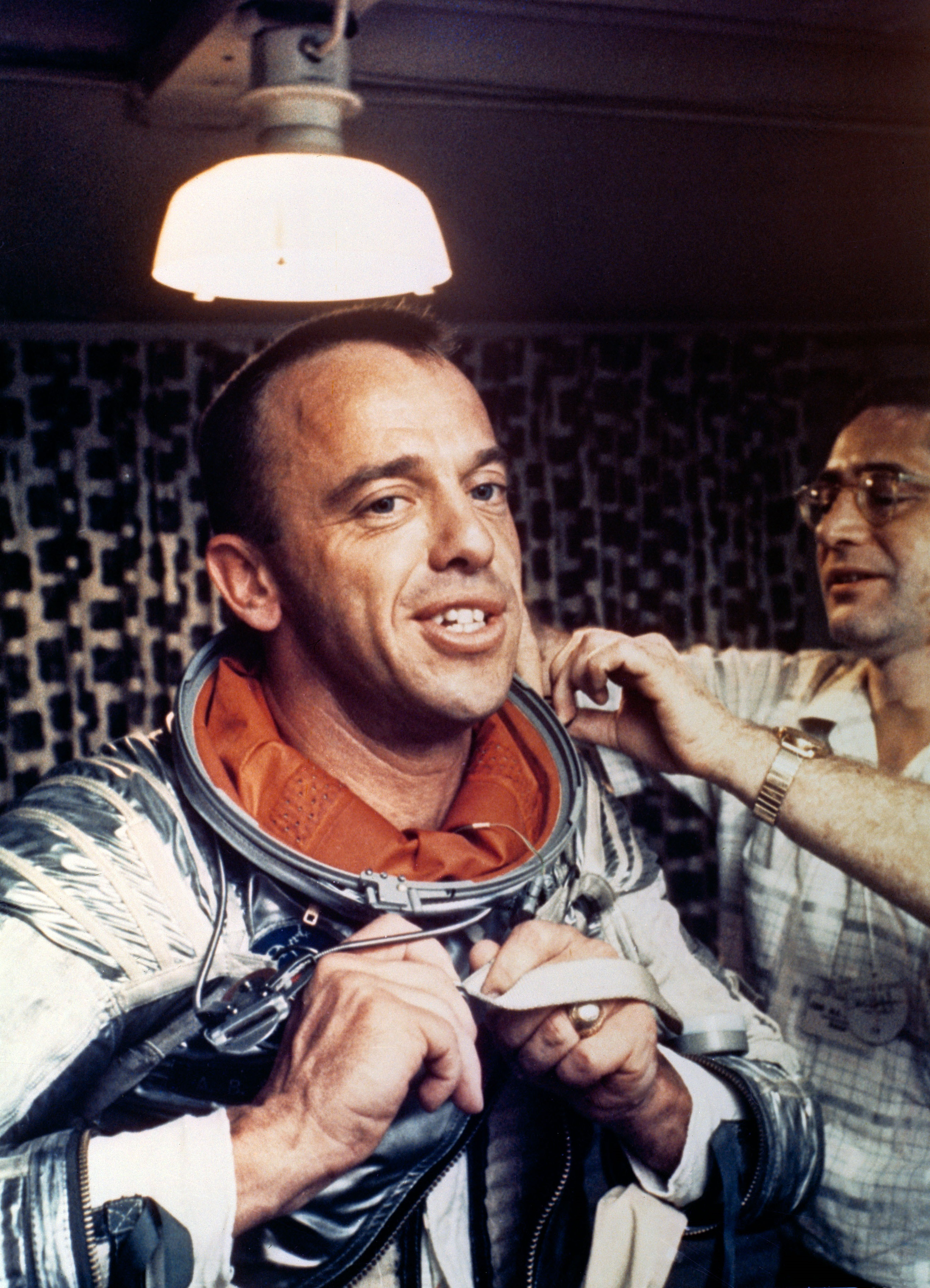
Shepard retirant sa combinaison.

#### Autres missions Mercury-Atlas

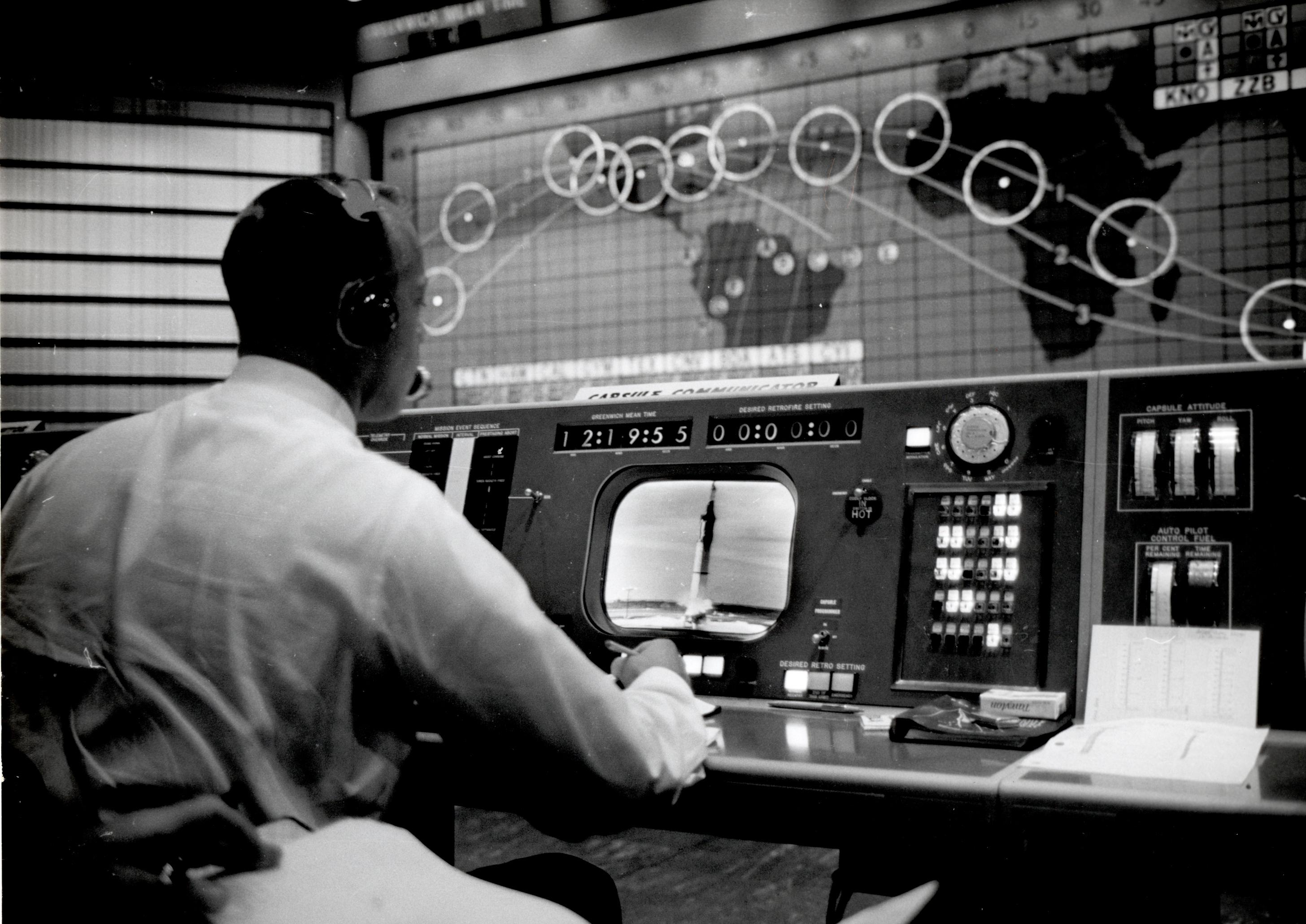
Alan Shepard dans le centre de contrôle Mercury le 21 juillet 1961.

Shepard sert de Capsule Communicator (CAPCOM) pour le vol orbital Mercury-Atlas 6 (MA-6) de John Glenn — pour lequel il avait également été considéré — et Mercury-Atlas 7 (MA-7) de Scott Carpenter. Il est le pilote de réserve de Gordon Cooper pour la mission Mercury-Atlas 9 (MA-9), remplaçant presque ce dernier après qu'il a survolé en Convair F-106 Delta Dart un bâtiment administratif de la NASA à cap Canaveral. Dans les dernières étapes du programme Mercury, Shepard doit piloter Mercury-Atlas 10 (MA-10), qui doit être une mission de trois jours. Il nomme la capsule Freedom 7 II en l'honneur de son premier vaisseau spatial et y fait peindre le nom. Néanmoins le 12 juin 1963, l'administrateur de la NASA James E. Webb annonce que le programme Mercury a accompli tous ses objectifs et qu'aucune nouvelle mission ne sera effectuée. Shepard va jusqu'à lancer un appel personnel au président Kennedy, mais en vain.

#### Programme Gemini: chef du Bureau des astronautes
Le programme Gemini succède au programme Mercury, prenant son nom du fait qu'il emporte deux hommes au lieu d'un seul (Gemini se traduit par « jumeaux »). Après l'annulation de la mission Mercury-Atlas 10 (MA-10), Shepard est désigné comme commandant de la première mission habitée Gemini avec Thomas Stafford comme pilote. À la fin de l'année 1963, Shepard commence à éprouver des épisodes de vertige extrême et de nausée, accompagnés d'un bruit fort et retentissant dans l'oreille gauche. Il essaye de garder sa condition secrète, craignant de perdre son statut de vol, mais il sait aussi que si un épisode se produit dans l'air ou dans l'espace, cela pourrait lui être fatal. Après un épisode lors d'une conférence à Houston au Texas, où il s'est récemment installé quittant ainsi Virginia Beach en Virginie, Shepard avoue sa maladie à Slayton, qui est à l'époque directeur des opérations aériennes, et demande de l'aide aux médecins de la NASA.

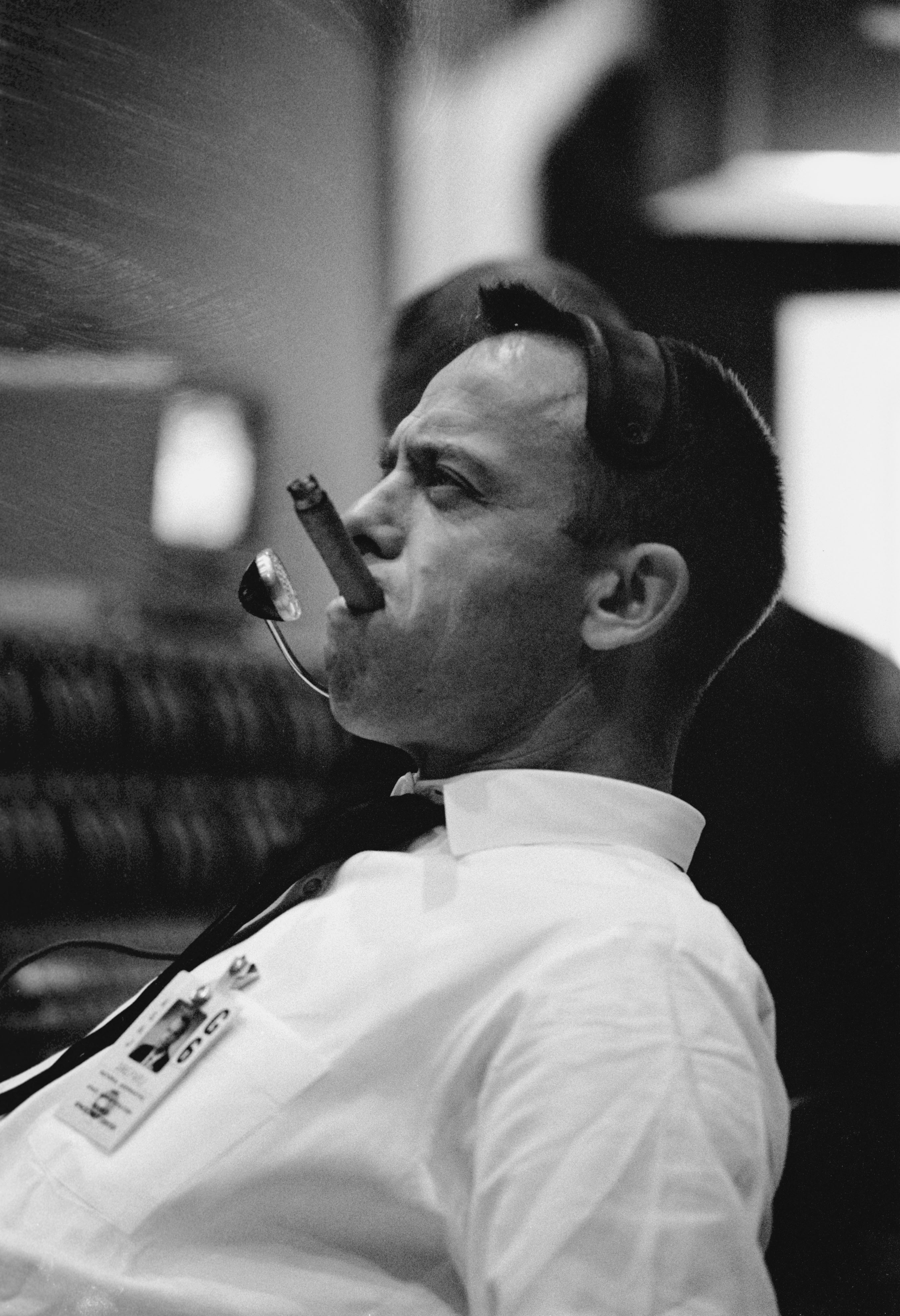
Alan Shepard en tant que chef du Bureau des astronautes le 15 décembre 1965.

Les médecins lui diagnostiquent la maladie de Menière, une condition dans laquelle la pression du fluide s'accumule dans l'oreille interne. Ce syndrome provoque une forte sensibilité des canaux semi-circulaires et des détecteurs de mouvement, entraînant une désorientation, des vertiges et des nausées. Il n'y a pas de remède connu, mais dans environ 20 % des cas, la maladie disparaît d'elle-même. Les médecins prescrivent des diurétiques pour essayer de drainer le liquide de l'oreille. Ils diagnostiquent également un glaucome chez Shepard. Une radiographie trouve une boule sur sa glande thyroïde et, le 17 janvier 1964, les chirurgiens du Memorial Hermann Health System (en) lui font une incision sur la gorge et lui enlèvent 20 % de sa glande thyroïde,. Ces problèmes causent le retrait de Shepard de la liste des astronautes actifs. Grissom et John Young volent sur la mission Gemini 3 à sa place.
Shepard est nommé chef du Bureau des astronautes en novembre 1963 en remplacement de Deke Slayton. Il devient ainsi responsable de la formation des astronautes de la NASA. Cela implique le développement de programmes d'entraînement appropriés pour tous les astronautes et la planification de l'entraînement de chaque astronaute pour des missions et des rôles spécifiques. Il fournit et coordonne la contribution des astronautes à la planification des missions et à la conception des vaisseaux spatiaux et autres équipements devant être utilisés par les astronautes lors de missions spatiales. Il est également dans le jury de sélection du groupe d'astronautes 5 (« Original Nineteen ») de la NASA en 1966. Il passe une grande partie de son temps à investir dans les banques, le forage de puits de pétrole et l'immobilier. Il devient copropriétaire et vice-président de la Baytown National Bank et passe des heures au téléphone dans son bureau de la NASA pour superviser son entreprise. Il investit aussi en partenariat dans un ranch à Weatherford, au Texas, qui élève des chevaux et du bétail. Au cours de cette période, sa secrétaire fait prendre plusieurs photos de Shepard, posées avec diverses expressions sur son visage. Elle les affiche sur la porte de son bureau pour indiquer l'humeur du jour. Les visiteurs savent ainsi si le moment est approprié pour lui parler. Le journaliste Tom Wolfe caractérise les deux personnalités de Shepard comme Smilin' Al (« Al le souriant ») et Icy Commander (« Commandant glacial »).

#### Programme Apollo

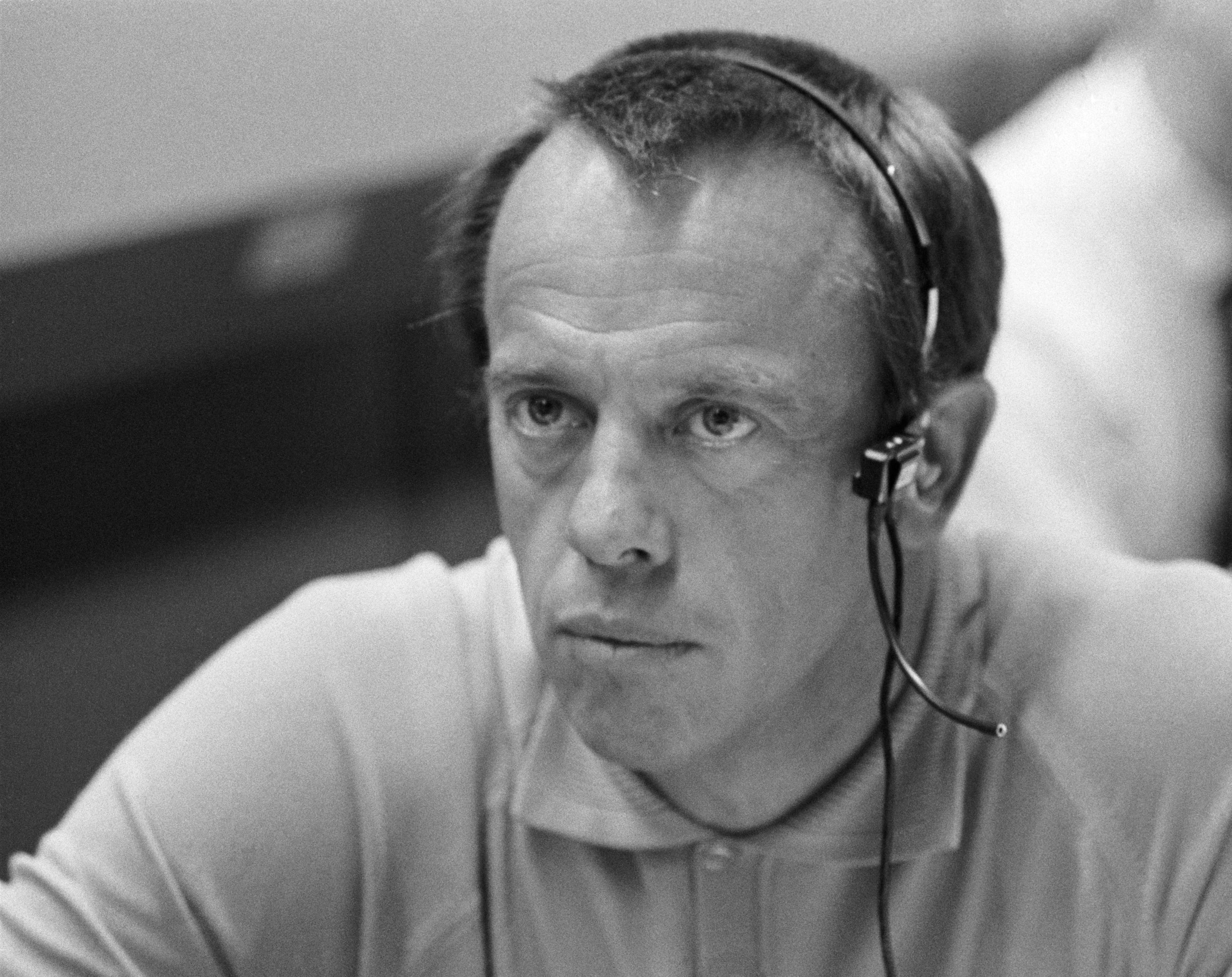
Alan Shepard contrôlant les communications lors de la mission Apollo 13, le 14 avril 1970.

En 1968, Thomas Stafford s'arrête au bureau de Shepard et lui indique qu'un otologiste californien a développé un remède contre la maladie de Menière. Shepard s'envole pour Los Angeles où il rencontre le Dr William F. House. Ce dernier propose d'ouvrir la région mastoïdienne de l'os temporal de Shepard afin de faire un petit trou dans le sac endolymphatique (en). Un petit tube peut ainsi être inséré pour drainer l'excès de liquide. L'opération chirurgicale est menée au début de l'année 1969 à l'hôpital St. Vincent de Los Angeles, où Shepard s'enregistre sous le pseudonyme de Victor Poulos,. L'opération est couronnée de succès et il peut de nouveau voler le 7 mai 1969. En juillet 1969, il cède le poste de chef du Bureau des astronautes à Stafford.
Shepard est placé au commandement de la prochaine mission vers la Lune disponible, Apollo 13, en 1970. Dans des circonstances normales, ce rôle aurait été accordé à Cooper, en tant que commandant suppléant d'Apollo 10. Une recrue, Stuart Roosa, est désignée pilote du module de commande et de service Apollo. Shepard demande que James McDivitt soit le pilote du module lunaire Apollo, mais McDivitt, qui a déjà commandé la mission Apollo 9, rechigne à cette perspective, arguant que Shepard ne dispose pas assez d'entraînement de type Apollo pour commander une mission de ce programme. Une autre recrue, Edgar Mitchell, est ainsi désignée pilote du module lunaire à la place,.
Lorsque Slayton soumet les affectations d'équipage proposées au quartier général de la NASA, George Mueller les rejette au motif que l'équipage est trop inexpérimenté. Slayton demande donc à James Lovell, qui est le commandant suppléant pour Apollo 11 et qui est prévu pour commander Apollo 14, si son équipage est disposé à piloter Apollo 13 à la place. Il accepte de le faire et l'équipage inexpérimenté de Shepard est assigné à Apollo 14,.

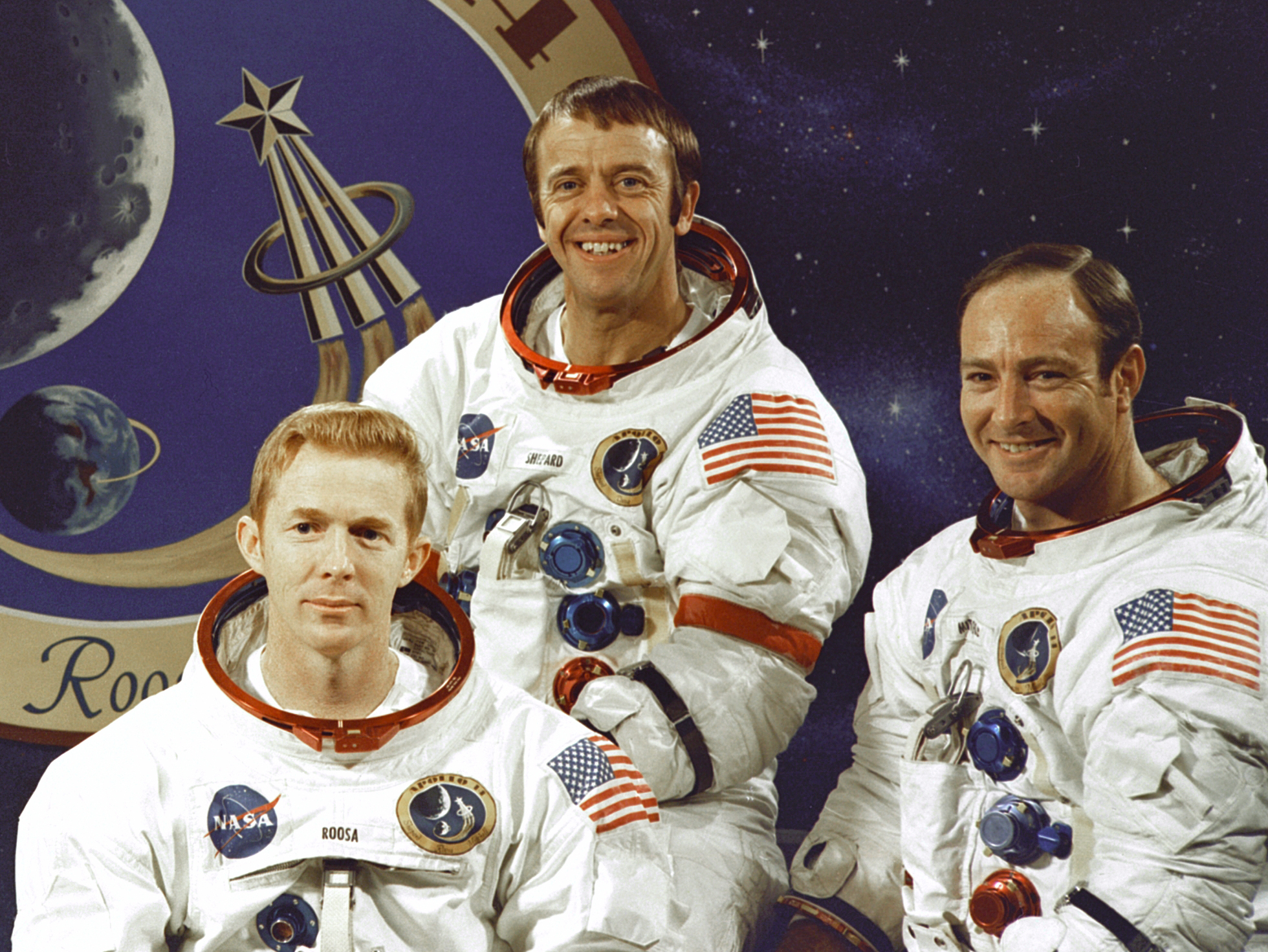
L'équipage de la mission Apollo 14 : Stuart Roosa (gauche), Alan Shepard (centre) et Edgar Mitchell (droite).

Ni Shepard ni Lovell ne s'attendent à ce qu'il y ait beaucoup de différence entre Apollo 13 et Apollo 14, mais Apollo 13 est une mission désastreuse. L'explosion d'un réservoir d'oxygène provoque l'annulation de l'alunissage et compromet sérieusement la survie de l'équipage. Cet épisode est à l'origine d'une blague entre Shepard et Lovell, ce dernier offrant de redonner à Shepard la mission à chaque fois qu'ils se rencontrent. L'échec d'Apollo 13 retarde Apollo 14 jusqu'en 1971 afin que des modifications puissent être apportées à l'engin spatial. La cible de la mission Apollo 14 est la formation géologique Fra Mauro, la destination prévue d'Apollo 13.
Shepard effectue donc son deuxième vol spatial en tant que commandant d'Apollo 14 du 31 janvier au 9 février 1971. C'est la troisième mission d'alunissage réussie par les États-Unis. Shepard pilote le module lunaire Antares dans l'atterrissage le plus précis de l'ensemble du programme Apollo. Il devient le cinquième et, à l'âge de 47 ans, l'homme le plus âgé à marcher sur la lune, et le seul des sept astronautes du programme Mercury à le faire,.
C'est la première mission à être largement diffusée à la télévision en couleur depuis la surface lunaire, en utilisant la caméra lunaire (en) Westinghouse. Sur la Lune, Shepard utilise une tête de club de golf attachée à un collecteur d'échantillon pour frapper des balles de golf. Malgré des gants épais et une combinaison spatiale rigide, ce qui l'oblige à balancer le club d'une main, Shepard frappe deux balles, conduisant la deuxième, comme il le dit en plaisantant, à « des kilomètres et des kilomètres »,. En réalité, la première a été retrouvée dans le cratère d'à côté par Mitchell et la seconde à environ 36 mètres, 50 ans plus tard par Andy Saunders grâce à des analyses d'images. Ses balles sont restées sur la Lune, aux côtés d'autres objets.

Apollo 14 : janvier-février 1971
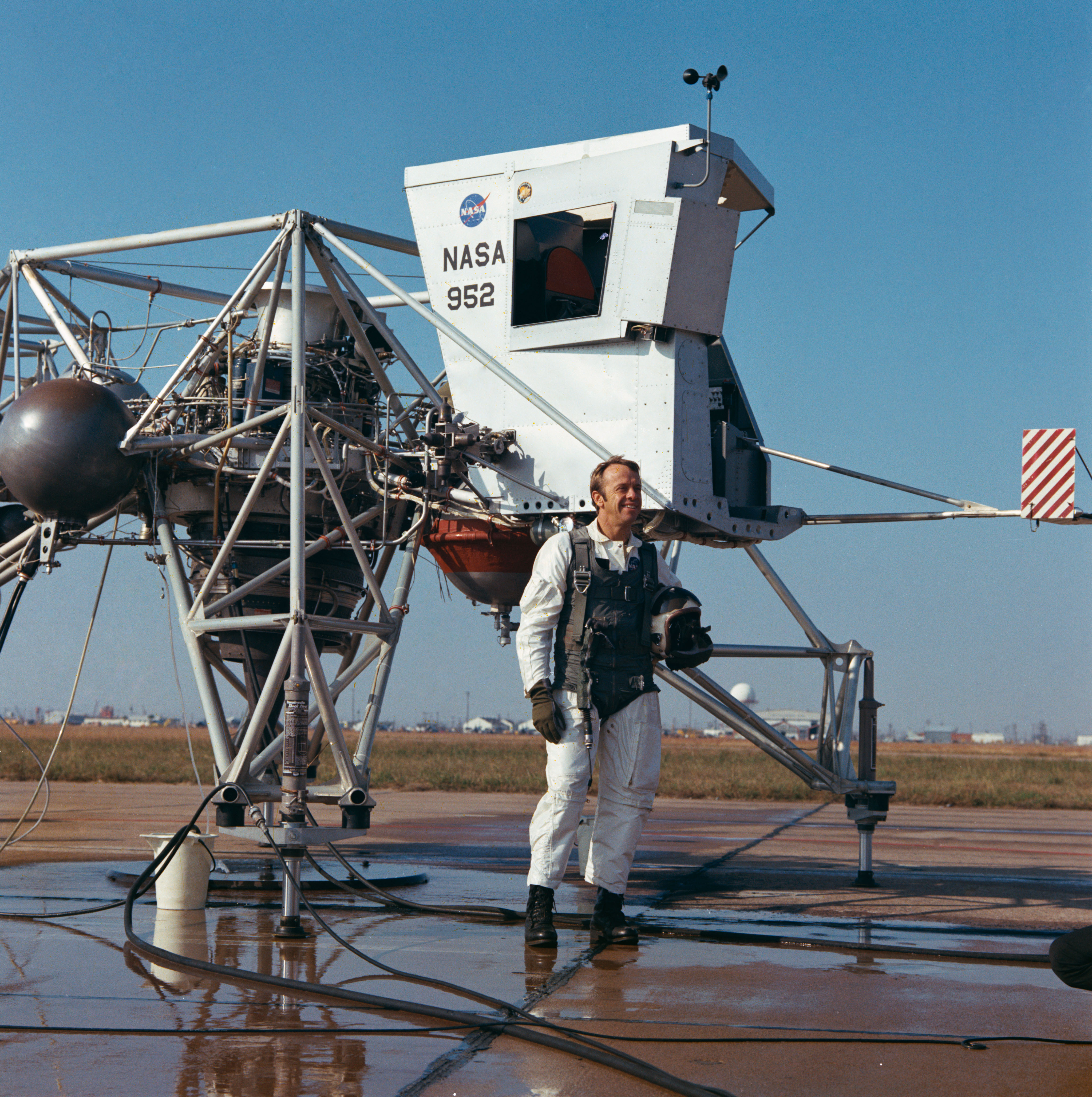
Shepard à l'entraînement avec le LLRV.
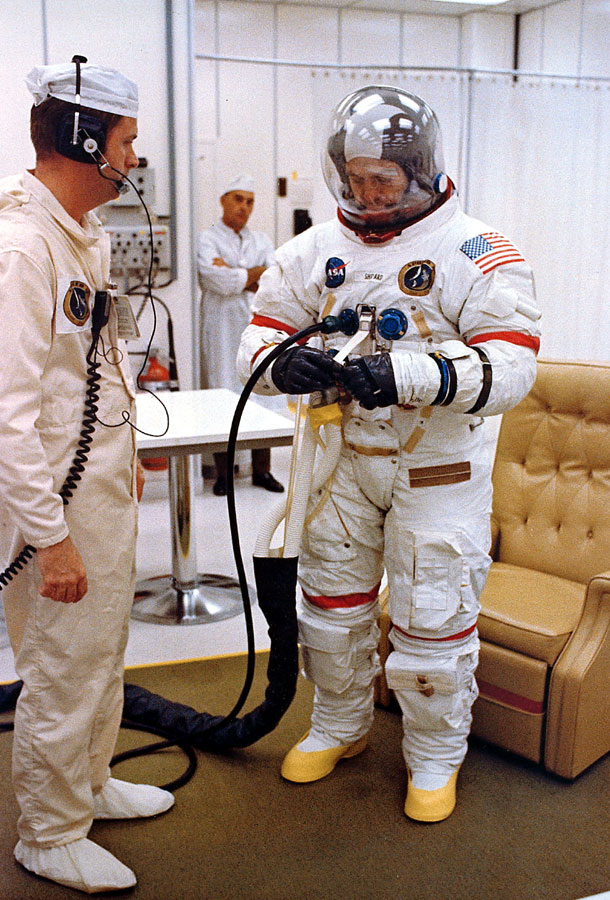
Shepard avec sa combinaison.
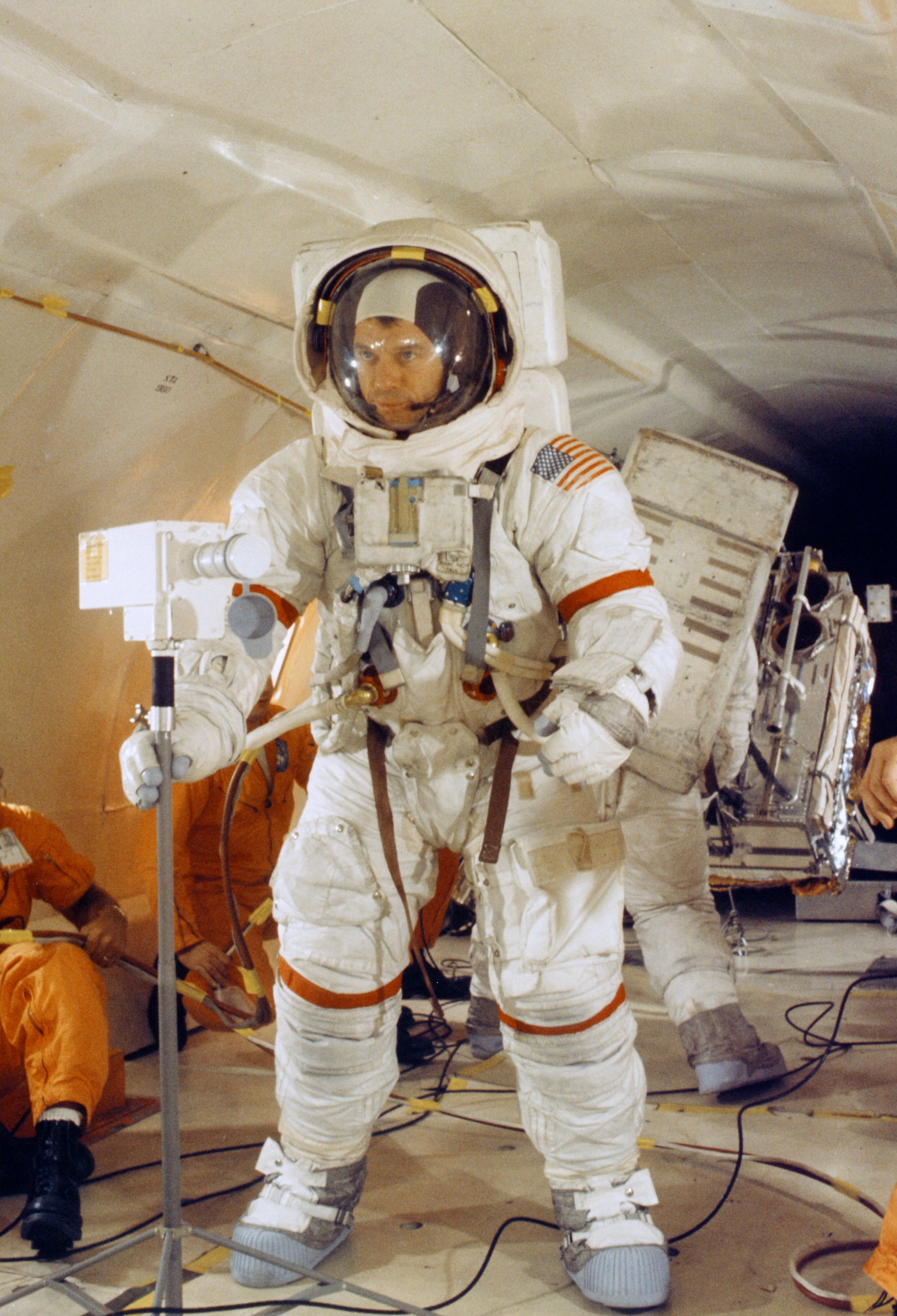
Shepard à l'entraînement avec la caméra lunaire.
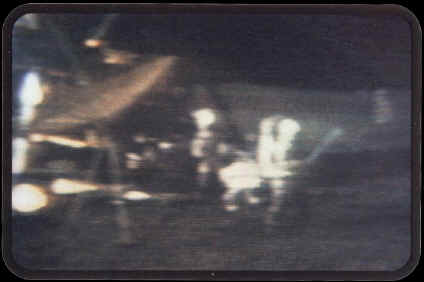
Image extraite d'une vidéo de Shepard frappant une balle de golf sur la Lune.
- Vidéo de la pose du drapeau américain lors de la mission.
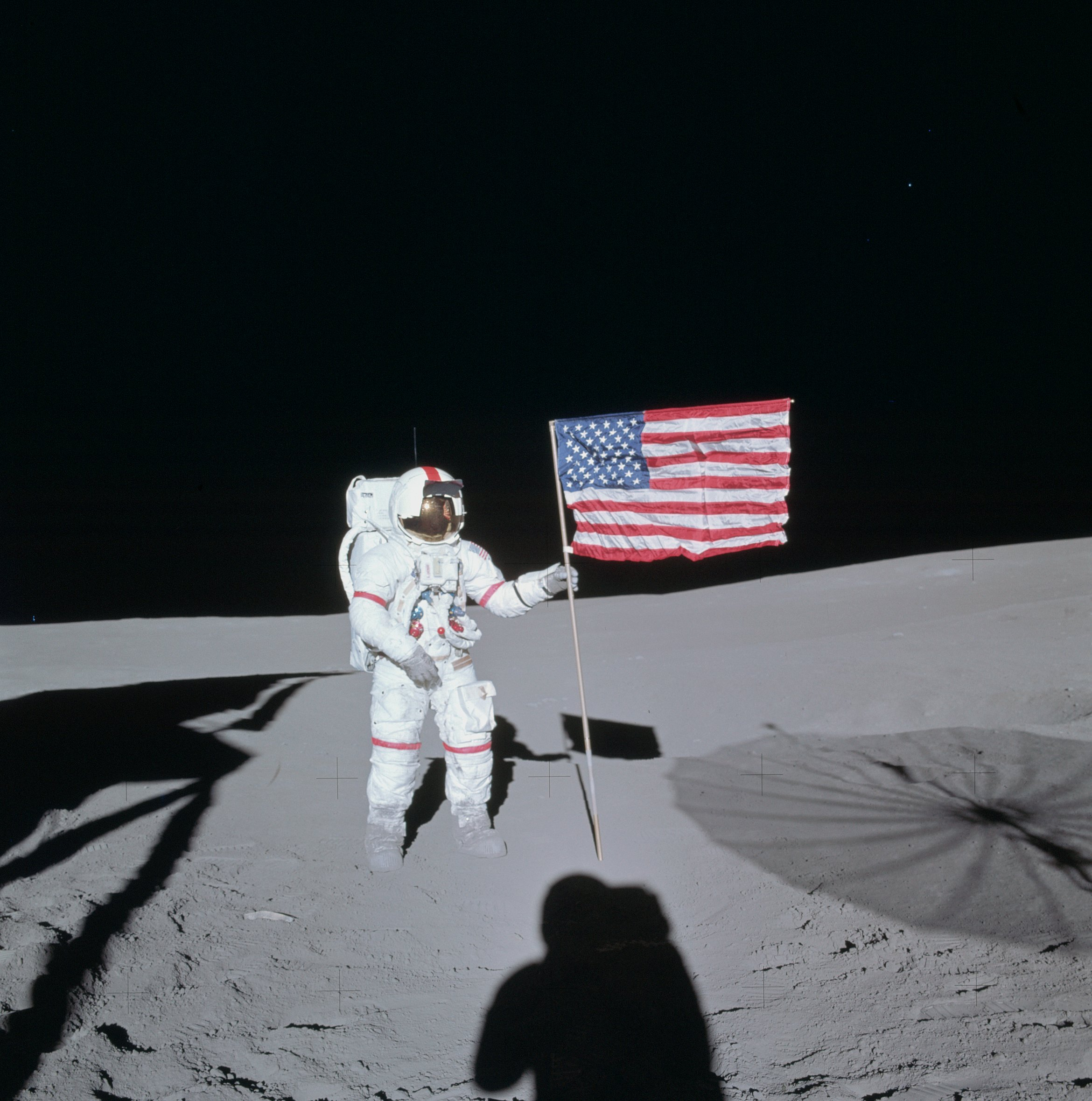
Alan Shepard lors de la mission Apollo 14 en 1971.

Pour cette mission, Shepard reçoit pour la seconde fois la médaille du service distingué de la NASA et la Navy Distinguished Service Medal.
Après Apollo 14, en juin 1971, Shepard reprend le poste de chef du Bureau des astronautes. En juillet 1971, le président des États-Unis Richard Nixon le nomme délégué à la 26e Assemblée générale des Nations unies, poste qu'il occupe de septembre à décembre 1971. Il est promu contre-amiral par Nixon le 26 août 1971, devenant ainsi le premier astronaute à atteindre ce grade,. Il cède le poste de chef du Bureau des astronautes à John Young le 1er août 1974. Il prend sa retraite de la NASA et de la marine américaine le 31 juillet 1974 totalisant 216 h 57 min dans l'espace.

#### Années suivantes

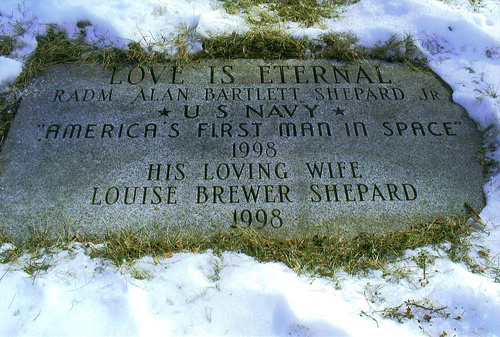
Cénotaphe des époux Shepard à Derry, dans le New Hampshire. Leurs cendres ont cependant été dispersées dans l'océan en Californie.

Shepard est dévoué à ses enfants. Souvent, Julie, Laura et Alice sont les seuls enfants d'astronautes présents aux événements de la NASA. Il leur apprend à skier et les emmène dans le Colorado. Il loue parfois un petit avion pour les emmener avec leurs amis du Texas dans un centre de vacances et de loisirs dans le Maine. Plus tard, il portera également son attention à ses six petits-enfants. Après Apollo 14, il commence à passer plus de temps avec Louise et l'emmène avec lui au salon du Bourget tous les deux ans, et en Asie. Louise entend parler des rumeurs de ses infidélités. La publication du livre de Tom Wolfe, L'Étoffe des héros en 1979, les rend publiques, mais elle ne l'a jamais confronté et n'a jamais envisagé de le quitter.
Après le départ de Shepard de la NASA, il siège au conseil d'administration de nombreuses sociétés. Il est également président de sa société Seven Fourteen Enterprises, Inc. — ainsi nommée pour Freedom 7 et Apollo 14 —, aux activités diverses. Il fait fortune dans le secteur bancaire et immobilier, devenant même le premier astronaute millionnaire. Il est membre de l'American Astronautical Society (AAS) et de la Society of Experimental Test Pilots (SETP), membre du Rotary International, du Kiwanis, de la Mayflower Society, de la Société des Cincinnati et de l'American Fighter Aces, membre honoraire du conseil d'administration de la Houston School pour les enfants sourds, et directeur du National Space Institute (NSI) et du Los Angeles Ear Research Institute. Avec les autres astronautes survivants du programme Mercury, et Betty Grissom, la veuve de Gus Grissom, Shepard fonde en 1984 la Mercury Seven Foundation, qui recueille des fonds pour offrir des bourses d'études aux étudiants en sciences. Cette association est rebaptisée Astronaut Scholarship Foundation en 1995. Shepard est élu premier président, poste qu'il occupe jusqu'en octobre 1997, date à laquelle il est remplacé par l'ancien astronaute Jim Lovell.
En 1994, il publie un livre avec deux journalistes, Jay Barbree et Howard Benedict, intitulé Moon Shot: The Inside Story of America's Race to the Moon. Deke Slayton, astronaute de Mercury, est également nommé auteur. Le livre comprend une photographie composite montrant Shepard frapper une balle de golf sur la Lune. Il n'y a pas de photographie de cet épisode, le seul enregistrement étant la séquence télévisée. Le livre est transformé en une mini-série télévisée en 1994.

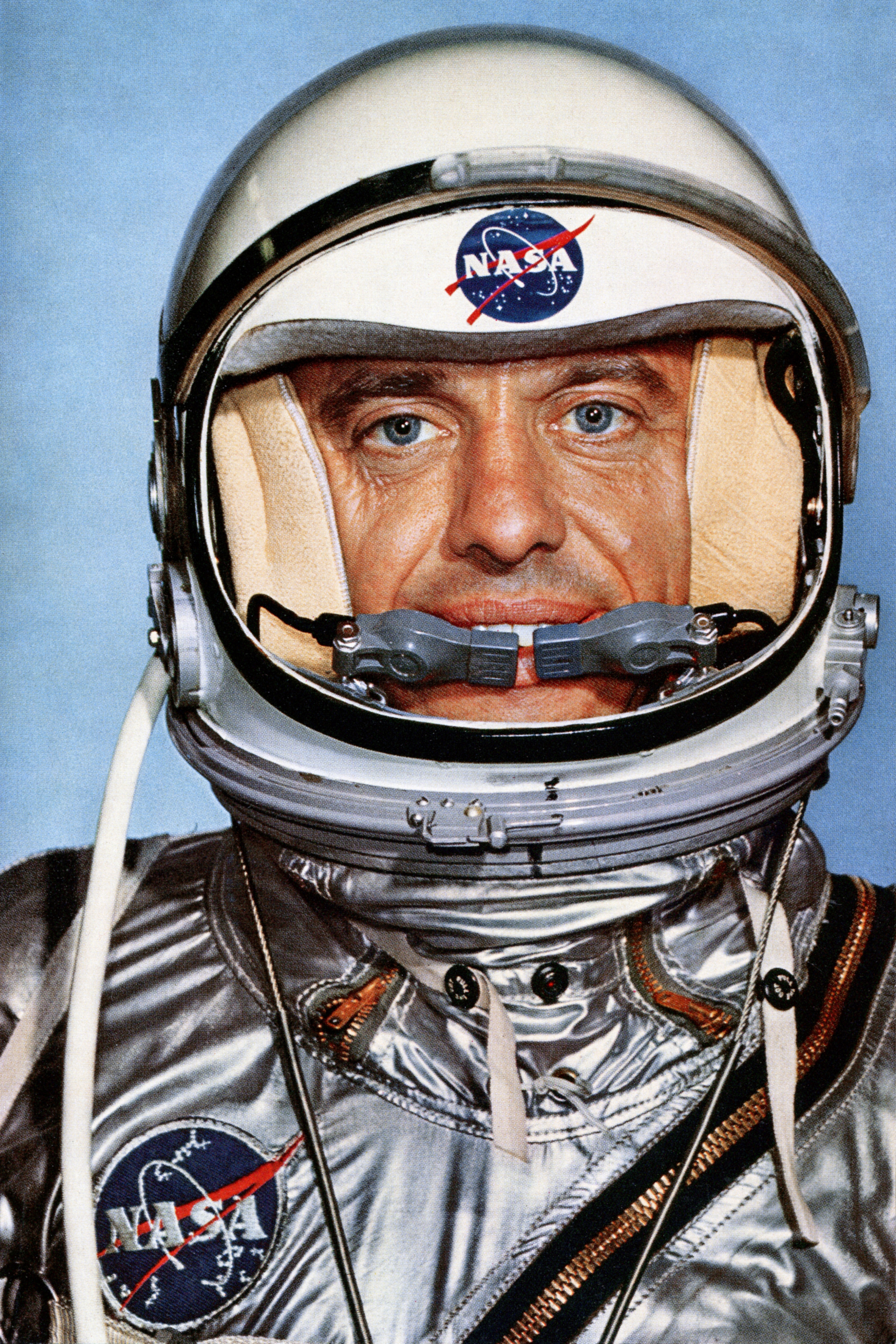
Alan Shepard dans sa combinaison Mercury en 1961.

En 1996, une leucémie lui est diagnostiquée et il meurt des suites de la maladie à Pebble Beach, en Californie, le 21 juillet 1998,. Il est le deuxième astronaute qui a marché sur la Lune à mourir, Jim Irwin étant le premier en 1991. Sa veuve Louise décide d'incinérer ses restes et de disperser les cendres, mais elle meurt d'une crise cardiaque cinq semaines plus tard le 25 août 1998 à 17 h, l'heure à laquelle Shepard avait l'habitude de l'appeler. Leur mariage a duré 53 ans. Leur famille décide de les incinérer tous les deux et leurs cendres sont dispersées ensemble par un hélicoptère de la Marine au-dessus de Stillwater Cove, devant leur maison de Pebble Beach,. Un cénotaphe des époux se trouve au cimetière de Forest Hill à Derry, dans le New Hampshire.

## Postérité

### Décorations et honneurs
Le Président des États-Unis Jimmy Carter remet la Congressional Space Medal of Honor à Shepard le 1er octobre 1978. Il reçoit également de la part de l'American Academy of Achievement le prix Golden plate pour la science et l'exploration en 1981, la médaille d'or Langley de la Smithsonian Institution le 5 mai 1964, le prix John J. Montgomery (en) du musée de l'air et de l'espace de San Diego en 1963, le trophée Lambert, le prix Iven C. Kincheloe de la Society of Experimental Test Pilots, le prix Maria Moors Cabot (en) de journalisme, le trophée Collier de la National Aeronautic Association (NAA) et la médaille d'or de la ville de New York pour 1971. Il reçoit un diplôme honorifique de maîtrise universitaire ès lettres du Dartmouth College en 1962, un doctorat en sciences de l'université Miami en 1971 et un doctorat en sciences humaines de l'université Franklin Pierce en 1972. Il est intronisé au National Aviation Hall of Fame (NAHF) du National Museum of the United States Air Force en 1977, au International Space Hall of Fame du musée de l'histoire spatiale du Nouveau-Mexique en 1981 et au United States Astronaut Hall of Fame le 11 mai 1990.
Un navire ravitailleur est baptisé USNS Alan Shepard en son honneur en 2006. Le McAuliffe-Shepard Discovery Center à Concord, dans le New Hampshire, porte le nom de Shepard et d'une astronaute morte dans l'accident de la navette spatiale Challenger, Christa McAuliffe. L'Interstate 93 dans le New Hampshire, de la frontière avec le Massachusetts à Hooksett, est désigné comme la Alan B. Shepard Highway, et à Hampton, en Virginie, une route est appelée Commander Shepard Boulevard en son honneur. Sa ville natale de Derry a le surnom de Space Town (« ville de l'espace ») en l'honneur de sa carrière d'astronaute. À la suite d'un acte du Congrès des États-Unis, le bureau de poste à Derry est désigné le Alan B. Shepard Jr. Post Office Building. L'Alan Shepard Park à Cocoa Beach en Floride, un parc proche de cap Canaveral et du centre spatial Kennedy, est nommé en son honneur. La ville de Virginia Beach — où Shepard résidait lors de la mission Freedom 7 — a également renommé son centre de congrès, avec son dôme géodésique, l'Alan B. Shepard Convention Center. Le bâtiment est rebaptisé plus tard l'Alan B. Shepard Civic Center, et a été rasé en 1994. L'alma mater de Shepard à Derry, l'Académie Pinkerton, a un bâtiment baptisé à son nom et l'équipe sportive de l'école s'appelle les Astros après sa carrière en tant qu'astronaute. L'Alan B. Shepard High School à Palos Heights dans l'Illinois, qui a ouvert ses portes en 1976, est nommée en son honneur. Une plaque autographiée commémore le nom du bâtiment et le journal de l'école s'appelle Freedom 7 et l'annuaire annuel Odyssey. La fusée de tourisme spatial suborbitale de Blue Origin, le New Shepard, est nommée d'après l'astronaute.
Dans une enquête de 2010 de la Space Foundation, Shepard est classé comme le neuvième héros spatial le plus populaire (à égalité avec les astronautes Buzz Aldrin et Virgil Grissom). En 2011, la NASA décerne à Shepard un prix de l'Ambassadeur de l'Exploration, composé de roche lunaire enfermée dans de la résine, pour sa contribution au programme spatial des États-Unis. Les membres de sa famille acceptent le prix en son nom lors d'une cérémonie le 28 avril au musée de l'Académie navale américaine à Annapolis, dans le Maryland, où il est exposé de façon permanente. Le 4 mai 2011, l'United States Postal Service (USPS) émet un timbre en l'honneur de Shepard qui est le premier timbre américain représentant un astronaute en particulier. La première journée de la cérémonie d'émission a lieu au complexe visiteur du centre spatial Kennedy de la NASA.
Chaque année, la Space Foundation, en partenariat avec l'Astronauts Memorial Foundation et la NASA, remet le prix Alan Shepard, technologie dans l'éducation pour les contributions exceptionnelles d'enseignants. Le récipiendaire est reconnu comme démontrant une utilisation exemplaire de la technologie, soit pour favoriser les apprenants tout au long de la vie, soit pour faciliter le processus d'apprentissage.
Si Youri Gagarine est le premier homme dans l'espace, les historiens ont argumentés sur le fait qu'il aurait pu être le premier. En effet, lors d'un vol précédent « semi-habité » Mercury-Redstone 2 avec le chimpanzé Ham le 31 janvier 1961, quelques problèmes avec la capsule sont rencontrés et le vol d'essai suivant est un échec. Wernher von Braun et l'agence spatiale, prudents, décident d'insérer un autre vol d'essai sans pilote dans le programme Mercury, le 24 mars, afin de s'assurer de la correction des différents problèmes. Le vol de Shepard est retardé, ce qui permet à Gagarine de faire son vol historique le 12 avril,. Pour autant, ce coup dur pour les États-Unis, le second après Spoutnik en octobre 1957, a aussi permis la réussite du programme Apollo qui peut être vu comme « une ruée vers la Lune visant à établir fermement la suprématie spatiale américaine ».
Des reliques d'Alan Shepard et de ses missions se retrouvent dans plusieurs musées, à l'exemple de ses combinaisons Mercury et Apollo, ou de sa capsule Freedom 7. La combinaison Mercury est exposée au National Air and Space Museum de Washington, la combinaison Apollo au centre spatial Kennedy de Merritt Island et la capsule Freedom 7 a été donnée à la Smithsonian Institution quelques mois après son vol et se trouve exposée au centre Steven F. Udvar-Hazy près de l'aéroport international de Washington-Dulles.

### Dans la fiction
Membre notable de la conquête spatiale américaine, Alan Shepard est régulièrement présent dans les films sur ce thème. Ainsi, dans le film L'Étoffe des héros (1983) de Philip Kaufman qui retrace l'épopée des pilotes d'essais américains d'après-guerre, il est interprété par Scott Glenn. Dans la mini-série De la Terre à la Lune (1998), il est interprété par Ted Levine, dans le film Mon copain Mac, héros des étoiles (2001) par Mark Moses, dans la série télévisée À la conquête de l'espace (2005) par Todd Boyce, dans la série télévisée The Astronaut Wives Club (2015) par Desmond Harrington et enfin dans le film Les Figures de l'ombre (2016) par Dane Davenport.
Shepard apparaît dans le générique d'ouverture de la série télévisée Star Trek: Enterprise (2001).
Le personnage d'Alan Tracy (en) dans Les Sentinelles de l'air (1965) est prénommé d'après Shepard et, dans la série de jeux vidéo Mass Effect, le protagoniste commandant Shepard portant son nom.

### Bibliographie

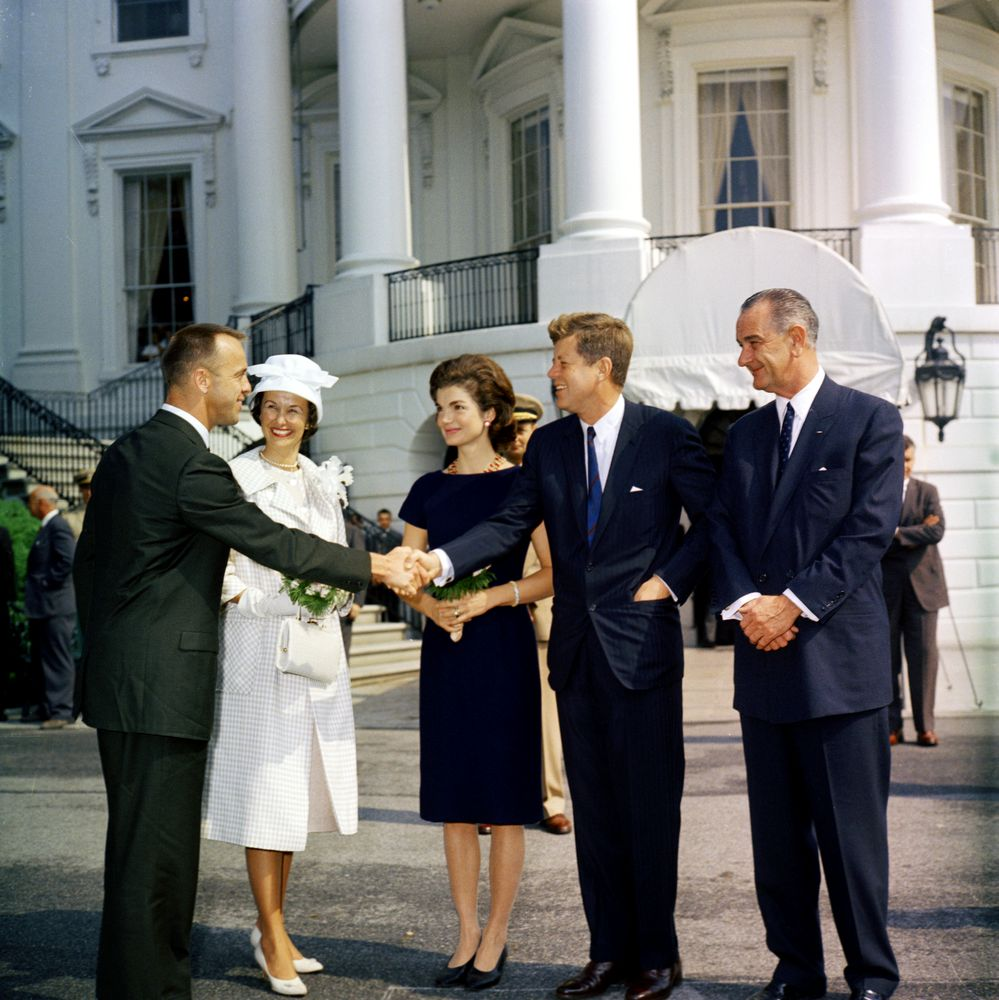
Alan Shepard arrivant pour la cérémonie de la remise de la NASA Distinguished Service Medal à Washington. Le président John Fitzgerald Kennedy, la Première dame Jacqueline Kennedy et le vice-président Lyndon B. Johnson le reçoivent notamment.

## Pour approfondir